# Rettungsdienst

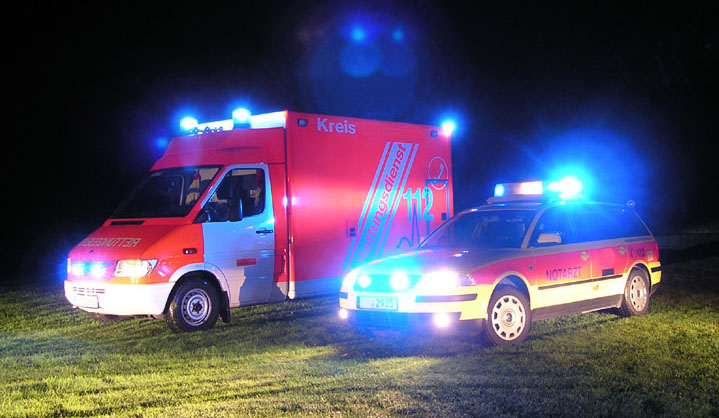
Rettungswagen und Notarzteinsatzfahrzeug

Der „Star of Life“

Die Rettungskette

Der Rettungsdienst bezeichnet Einrichtungen, die bei medizinischen Notfällen von Menschen rasche und professionelle Hilfe leisten. Er arbeitet üblicherweise rund um die Uhr und kommt bei Verletzungen, Vergiftungen und Erkrankungen zum Einsatz. Der Rettungsdienst besteht aus dem Rettungsfachpersonal sowie den Fahrzeugen mit den entsprechenden medizinischen Geräten und Materialien. Diese werden als Rettungsmittel bezeichnet. Beim Rettungsdienst wird unterschieden zwischen
- dem bodengebundenen Rettungsdienst mit den Aufgabenbereichen Notfallrettung und Krankentransport,
- der Luftrettung,
- dem Bergrettungsdienst,
- der Höhlenrettung,
- und der Wasserrettung,

wobei es Spezialorganisationen wie die Feuerwehr sowie die Berg- oder Wasserrettung gibt, welche die betroffenen Personen nach der Bergung zur weiteren Versorgung an den Notarzt übergeben.
Als internationales Erkennungszeichen für den Rettungsdienst hat sich der Star of Life etabliert, der in manchen Ländern (u. a. Deutschland und Österreich) von einzelnen Organisationen markenrechtlich geschützt ist.
Als Rettungswesen wird die Gesamtheit aller Einrichtungen und Maßnahmen zur Rettung von Menschenleben bezeichnet.

## Geschichte
Nach den Kriegen von 1758 und 1759 entwickelte der medizinische Militärschriftsteller Columbier für die französische Armee Ambulanzwagen, in denen Verwundete in eine Art Bett aufgehängt werden konnten, um sie vor Erschütterungen zu schützen. Die ersten vierrädrigen Wagen zum Krankentransport wurden im Jahr 1788 eingeführt. Erste strukturelle Ansätze für Rettungsdienste finden sich in der Ära Napoleons (1769–1821). Zunächst einmal mussten für die Verletztenversorgung zuständige Personen gefunden werden, die mit in die Schlacht zogen. Die Heere wurden meist nicht ärztlich begleitet. Bader bildeten den „Rettungsdienst“. Sie waren neben den Wundärzten praktisch die Einzigen, die sich mit der Anatomie des Menschen beschäftigten. Während der Kämpfe blieben sie in sicherer Entfernung. Wenn es die ersten Verletzten gab, rannten sie mit Holzkarren auf das Schlachtfeld und transportierten die Verwundeten ab.
Die behördlich geförderte und im allgemeinen Bewusstsein der Öffentlichkeit heute selbstverständliche „Rettung von Menschen aus Lebensgefahr“ und in medizinischen Notlagen war erst ein Phänomen des späten 18. und frühen 19. Jahrhunderts. Ende des 18. Jahrhunderts entstanden die ersten obrigkeitlichen Rettungsverordnungen in den einzelnen deutschen Ländern, in denen die Lebensrettung zur Pflicht jedes Bürgers erklärt sowie Belohnungen für erfolgreiche Wiederbelebungen von „Scheintoten“ ausgesetzt wurden und die auch zeitgenössische Anleitungen zur Hilfeleistung und Lebensrettung enthielten.
Ein Fortschritt waren die durch Johann Goercke im Jahr 1795 bei der preußischen Armee eingeführten gefederten (zwölf) Krankenwagen. Um diese Zeit ließ auch Dominique Jean Larrey für die französischen Truppen verschiedene Ambulanzwagen bauen.
Mit der Bildung von Löschmannschaften in Form von Pflichtfeuerwehren Anfang des 19. Jahrhunderts wurden auch deren Anstellung und Einübung festgelegt, in der auch die Vorgehensweise von Rettungsmaßnahmen beschrieben wurde. So hatte der Ortsvorstand eine Abteilung rüstiger Männer auszuwählen, welche „unter eigenen Anführern steht, und zum Retten von Menschen, Hausthieren und Effecten bestimmt ist“. Diese Mannschaft hatte sich mit mehreren Geräten zu versehen, um Rettungsmaßnahmen durchzuführen. Beispielsweise erließ die herzoglich-nassauische Regierung im November 1826 eine diesbezügliche Verordnung für ihr Herrschaftsgebiet.
Ende des 19. Jahrhunderts verfügten die meisten deutschen Großstädte über ein organisiertes Krankenbeförderungswesen. Mit der Durchführung waren private Unternehmen, zivile Samaritervereine, Sanitätskolonnen des Deutschen Roten Kreuzes (DRK) und/oder die Feuerwehr beauftragt. Die Motorisierung der Krankenbeförderung begann nach dem Ersten Weltkrieg. Im Frühjahr 1943 wurde durch einen nationalsozialistischen „Führer-Erlass“ der Versuch einer Vereinheitlichung des Krankentransportwesens in Deutschland gemacht, das nach dem Willen der NS-Staatsführung ausschließlich dem gleichgeschalteten Deutschen Roten Kreuz zugewiesen werden sollte. Der Ausgang des Zweiten Weltkriegs beendete diesen Versuch.
Nach der Zeit des Nationalsozialismus und des Deutschen Reiches übertrugen die Besatzungsmächte die Durchführung der Krankenbeförderung und damit auch die Notfallrettung zunächst an die Kommunen (zum Beispiel in der britischen Besatzungszone) oder an das entnazifizierte und neu gegründete DRK. In den 1950er Jahren wurden dann vor allem außerhalb der Großstädte für die Sicherstellung der Krankenbeförderung und mangels anderer Regelung auch für die Gewährleistung der Unfallrettung wieder vermehrt Konzessionen an Privatunternehmer vergeben.

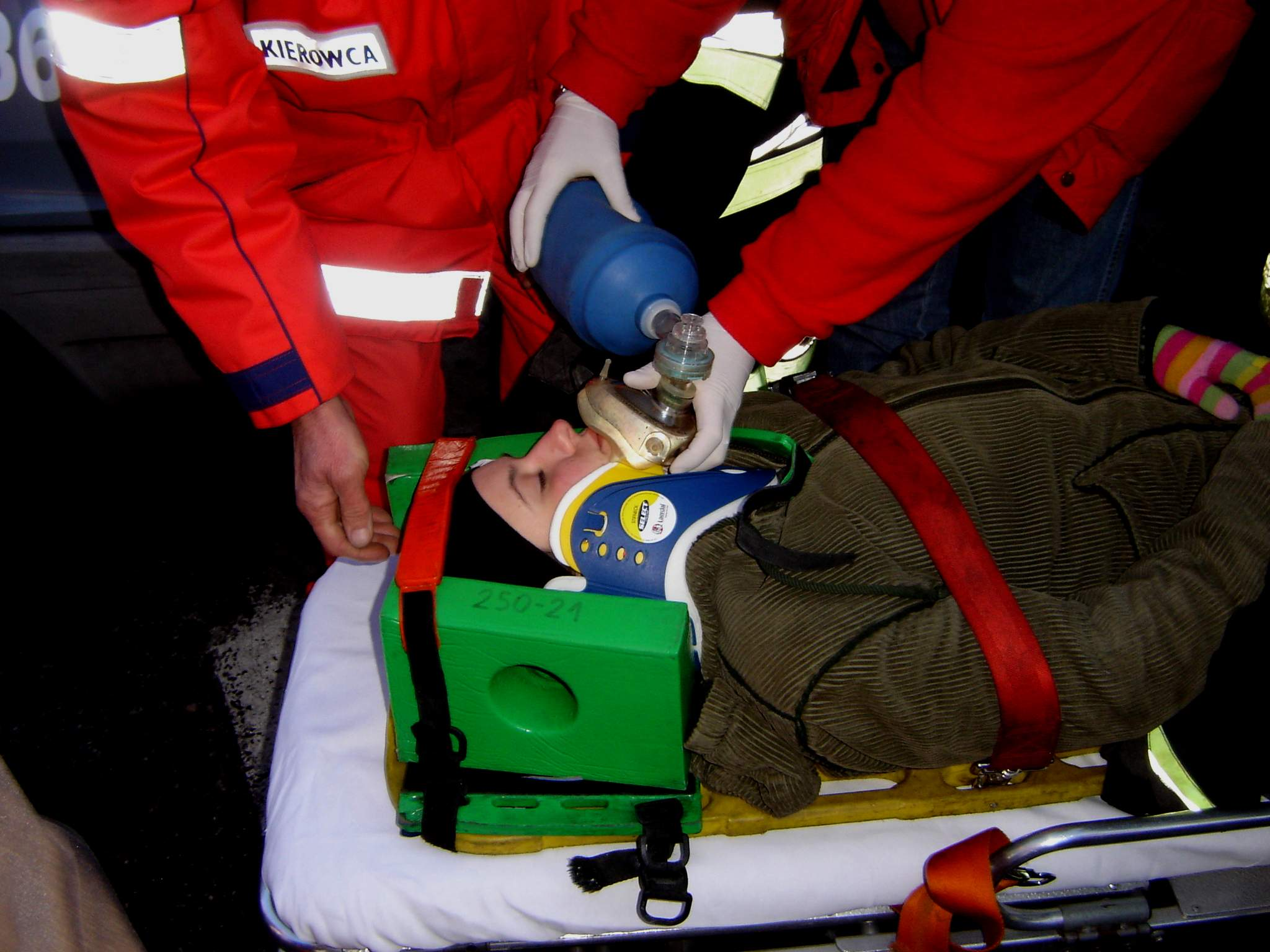
Übung des polnischen Rettungsdienstes

Die zunehmende Dichte des Straßenverkehrs führte etwa ab Ende der 1950er Jahre zu einem stetigen Anstieg der Unfallzahlen. Hinzu kamen ab Mitte der 1960er Jahre neue Erkenntnisse bzw. verbesserte Grundsätze in der Behandlung von Notfallpatienten und daraus abgeleitete Weiterentwicklungen in der Fahrzeug- und Gerätetechnik. Mit diesen neuen Anforderungen konnte das bestehende Rettungswesen in Deutschland nicht Schritt halten, und es entwickelte sich seit den 1960er Jahren auch in der Wahrnehmung durch die Öffentlichkeit ein beklagenswerter „Rettungsnotstand“. Diese unerträgliche Situation führte ab Mitte der 1960er Jahre zum verstärkten Engagement von Verwaltungsfachleuten, Medizinern und Hilfsorganisationen und schließlich zur behördlichen Reorganisation des Rettungswesens ab Anfang der 1970er Jahre. In Zusammenarbeit mit den Rettungsorganisationen ASB und DRK führte das Zentrum für Anästhesiologie der Universität in Ulm ab Januar 1980 den bodengebundenen Notarztdienst im sogenannten Rendezvous-System durch. Auch private Initiativen und besonders die Björn-Steiger-Stiftung haben sich um den Aufbau entsprechender Infrastruktur mit Notrufsäulen und Fahrzeugen gekümmert. Da mittlerweile diese Ziele erreicht sind, engagiert sich diese Stiftung für die Bekämpfung des plötzlichen Herztodes und versucht, Laiendefibrillatoren (AED) flächendeckend zu verbreiten.

## Rettungsdienst in Europa

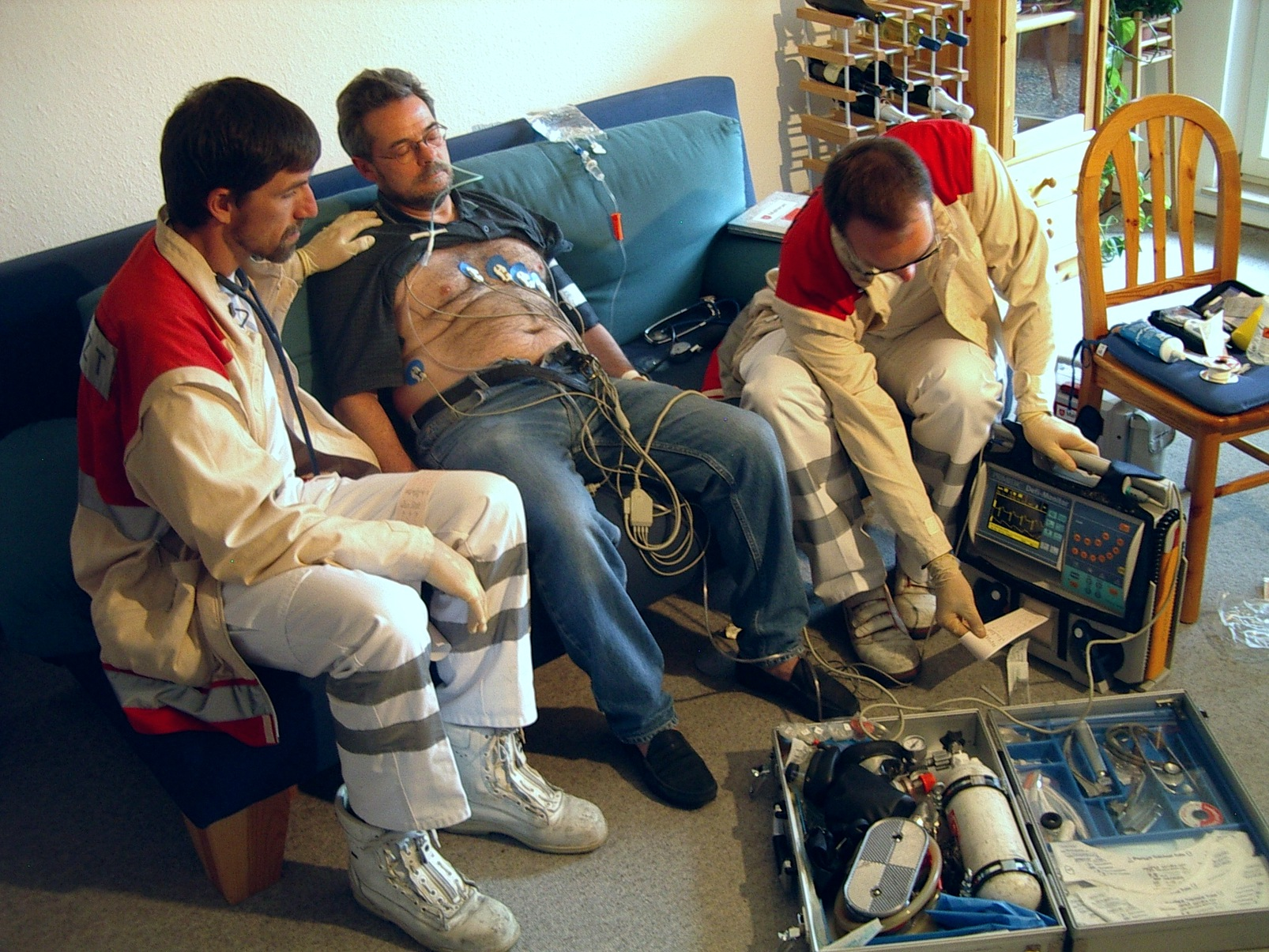
Versorgung eines Notfallpatienten

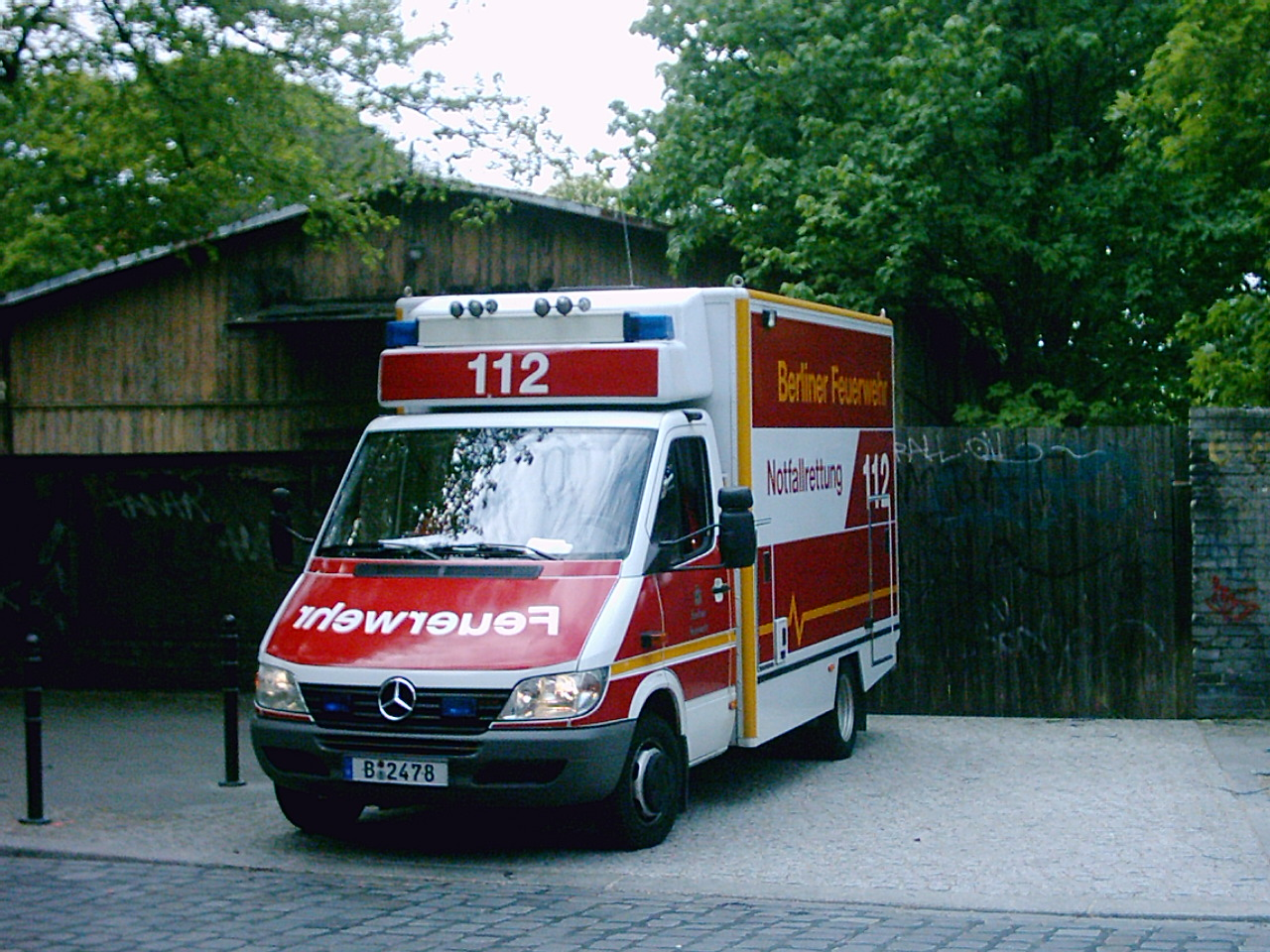
Rettungswagen in Berlin

Als europaweit einheitliche Notrufnummer wurde die 112 für Hilfeersuchen aller Art vereinbart, die dann gegebenenfalls an die zuständige Stelle weitergeleitet werden. Darüber hinaus gibt es in Europa weiterhin zahlreiche verschiedene national und lokal gültige Notrufnummern.
Europaweite Standards gibt es zum Beispiel für
- Rettungsdienstliche Einsatzkleidung (DIN EN 443, DIN EN 471, DIN EN 659)
- Fahrzeuge zur Patientenbeförderung (DIN EN 1789)
- Krankenfahrtragen (DIN EN 1865)

Einige Rettungsdienstorganisationen sind auch nach europäischen Qualitätsmanagement-Normen zertifiziert (ISO 900x). Diese Organisationen sollen damit einen gewissen Standard einhalten, von der Materialbeschaffung bis zur Behandlung des Patienten.
Es gibt keine EU- oder gar europaweiten Richtlinien für die Einhaltung bestimmter Hilfsfristen. Allenfalls gibt es die Empfehlung einer Hilfsfrist zwischen zehn und zwanzig Minuten, die die Mitgliedsstaaten eigenständig nach oben oder unten abwandeln können.

## Rettungsdienst in Deutschland

### Allgemeines

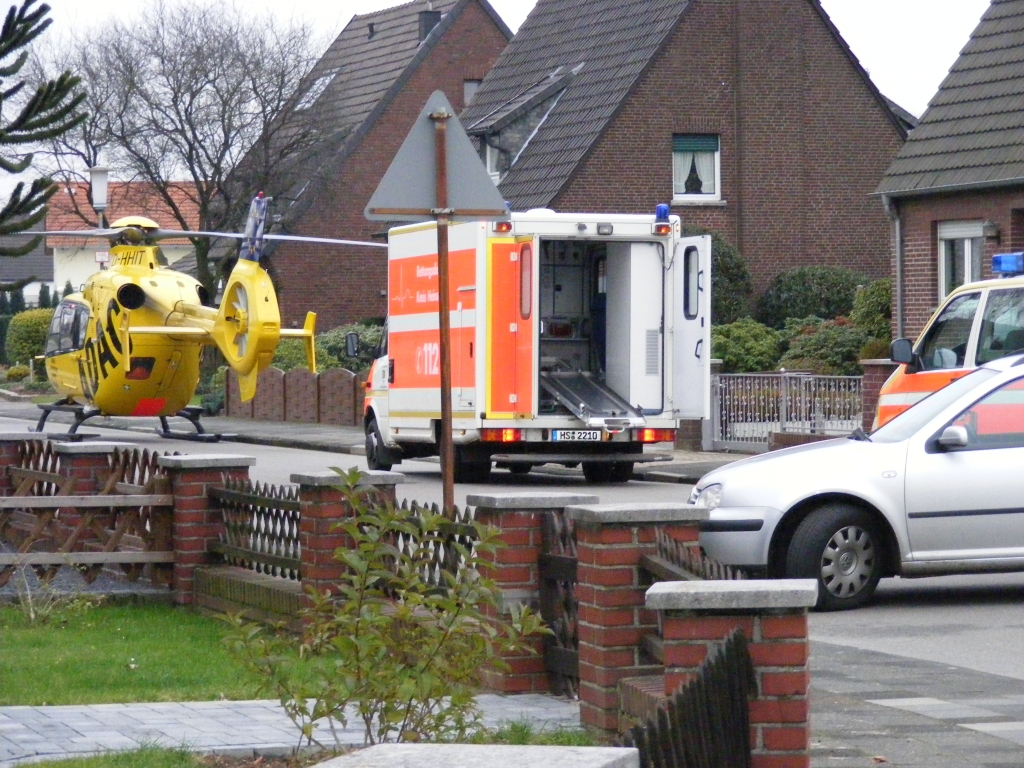
Rettungsdienst im Einsatz

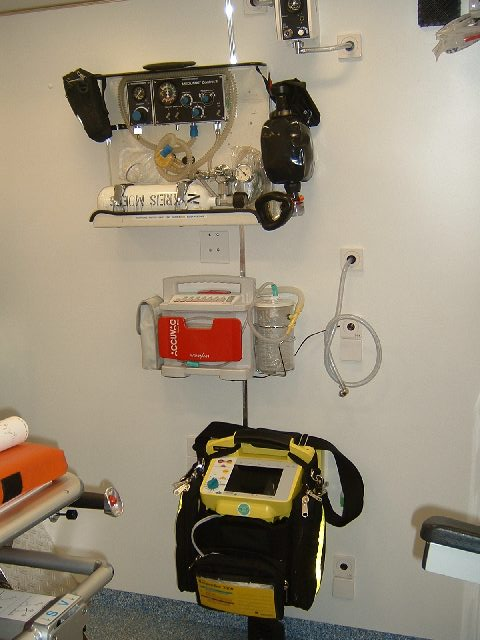
Innenraum eines Rettungswagens

In Deutschland wird der Rettungsdienst oft mit RD oder RettD abgekürzt.

#### Rechtsgrundlagen
In Deutschland ist der Rettungsdienst nach dem Föderalismusprinzip des Grundgesetzes Landesrecht.

#### Leistungen
Nach § 60 SGB V haben Versicherte einen Anspruch auf Erstattung der Kosten, die durch die Leistungen des Rettungsdienstes entstehen. Ein Anspruch auf Leistungen des Rettungsdienstes an sich lässt sich dadurch nicht ableiten. Die Leistungen des Rettungsdienstes regeln die Rettungsdienstgesetze der Länder. Der Rettungsdienst umfasst die Notfallrettung, den ärztlich begleiteten Patiententransport und den Krankentransport nach Maßgabe der Ländergesetze:
- Die Notfallrettung umfasst die boden- oder luftgebundene medizinische Notfallversorgung sowie den sich gegebenenfalls anschließenden Notfalltransport.
- Der ärztlich begleitete Patiententransport umfasst boden- oder luftgebundene Beförderungen, bei denen der Patient aus zwingenden medizinischen Gründen der ärztlichen Betreuung oder Überwachung bedarf (bzw. Intensivtransport).
- Krankentransport umfasst die Beförderung von Patienten, die im Zusammenhang mit der Beförderung einer Betreuung durch medizinisches Fachpersonal oder der besonderen Einrichtung eines Rettungsmittels bedürfen oder bei denen dies aufgrund ihres Zustandes zu erwarten ist.

#### Träger, Aufsicht und Durchführung
Bei der öffentlich-rechtlichen Durchführung sind die Landkreise oder Kommunen durch Landesrecht Träger des Rettungsdienstes (kommunale Pflichtaufgabe). Insbesondere in Bayern ist der Zusammenschluss der Träger in Zweckverbände für Rettungsdienst und Feuerwehralarmierung üblich.
Bei dieser Durchführung kommen drei Modelle in Betracht:
- Der kommunale Rettungsdienst wird von der öffentlichen Hand selbst mit eigenen Bediensteten durchgeführt. Einer Ausschreibung bedarf es in diesem Fall nicht.
- Beim Ausschreibungsmodell, einer Form des Public Private Partnership, wird die Durchführung von den Organisationen übernommen, die direkt von den Kommunen als Träger vergütet werden. Das Modell findet überwiegend in den mittleren, nördlichen und östlichen Bundesländern Verwendung. Nach Ansicht des Europäischen Gerichtshofs (EuGH) unterliegt dieses Modell den europäischen Vergaberichtlinien (Urteil vom 29. April 2010 – C-160/08).[6]
- Mit dem Dienstleistungskonzessionsmodell, auch eine Form von Public Private Partnership, rechnen die Durchführenden direkt mit den Krankenkassen als Kostenträger ab. Bei diesem Modell war nach einem Urteil des EuGH (Urteil vom 10. März 2011 – C-274/09) europäisches Vergaberecht nicht anwendbar.[7] Dies hat sich mit der Umsetzung der neuen Konzessionsvergaberichtlinie 2014/23/EU geändert. Deren Anwendung ist allerdings im Einzelnen wegen der Bereichsausnahme und der Erreichung der Schwellenwerte umstritten. Das Konzessionsmodell findet in den Rettungsdienstgesetzen in Baden-Württemberg, Bayern, Hamburg, Hessen und Rheinland-Pfalz Anwendung. Niedersachsen überlässt nach einer Änderung seines Rettungsdienstgesetzes den kommunalen Trägern die Wahl, in ihren Rettungsdienstbereichen zwischen den Modellen zu wählen.[8]

Bei der privatrechtlichen Durchführung obliegt dem Träger die Aufsicht über die Durchführenden. Dieser rechnet die Kosten mit den Krankenkassen selbstständig ab.

#### Finanzierung
Die Finanzierung der Vorhaltung ist unterschiedlich geregelt. Nach § 133 SGB V werden, sofern keine landesrechtliche Regelung gegeben ist, Verträge mit den Durchführenden geschlossen. Für den Patiententransport kommt in der Regel die Krankenversicherung des Patienten auf.

#### Alarmierung
Die Einsatzkräfte werden durch die jeweils zuständigen Einsatzleitstellen alarmiert und koordiniert.
Dabei kommen verschiedene Hilfsmittel, wie zum Beispiel Funkmeldeempfänger und besondere Leitstellenprogramme in den Leitstellen, zum Einsatz.

### Durchführung

#### Organisationen
Wahrgenommen wird der bodengebundene Rettungsdienst durch:
- die Hilfsorganisationen
  - Arbeiter-Samariter-Bund (ASB)
  - Deutsche Lebens-Rettungs-Gesellschaft (DLRG)
  - Deutsches Rotes Kreuz (DRK)
  - Johanniter-Unfall-Hilfe (JUH)
  - Malteser Hilfsdienst (MHD)
- kommunale Rettungsdienstunternehmen
- die Feuerwehr mit hauptberuflichen bzw. hauptamtlichen Kräften
- private Rettungsdienstunternehmen
- die Bundeswehr, vor allem durch die Bundeswehrkrankenhäuser.

Die Luftrettung in Deutschland wird gemeinsam durch die Betreiber der Rettungshubschrauber sowie Kliniken und Hilfsorganisationen erfüllt. Träger der Luftrettung sind die jeweiligen Bundesländer. Die Bergrettung nimmt die Bergwacht wahr. Die Wasserrettung wird von der Deutschen Lebens-Rettungs-Gesellschaft (DLRG), der Wasserwacht im Deutschen Roten Kreuz und dem Arbeiter-Samariter-Bund (ASB) betrieben. Die Seenotrettung auf Nord- und Ostsee leistet die Deutsche Gesellschaft zur Rettung Schiffbrüchiger (DGzRS).

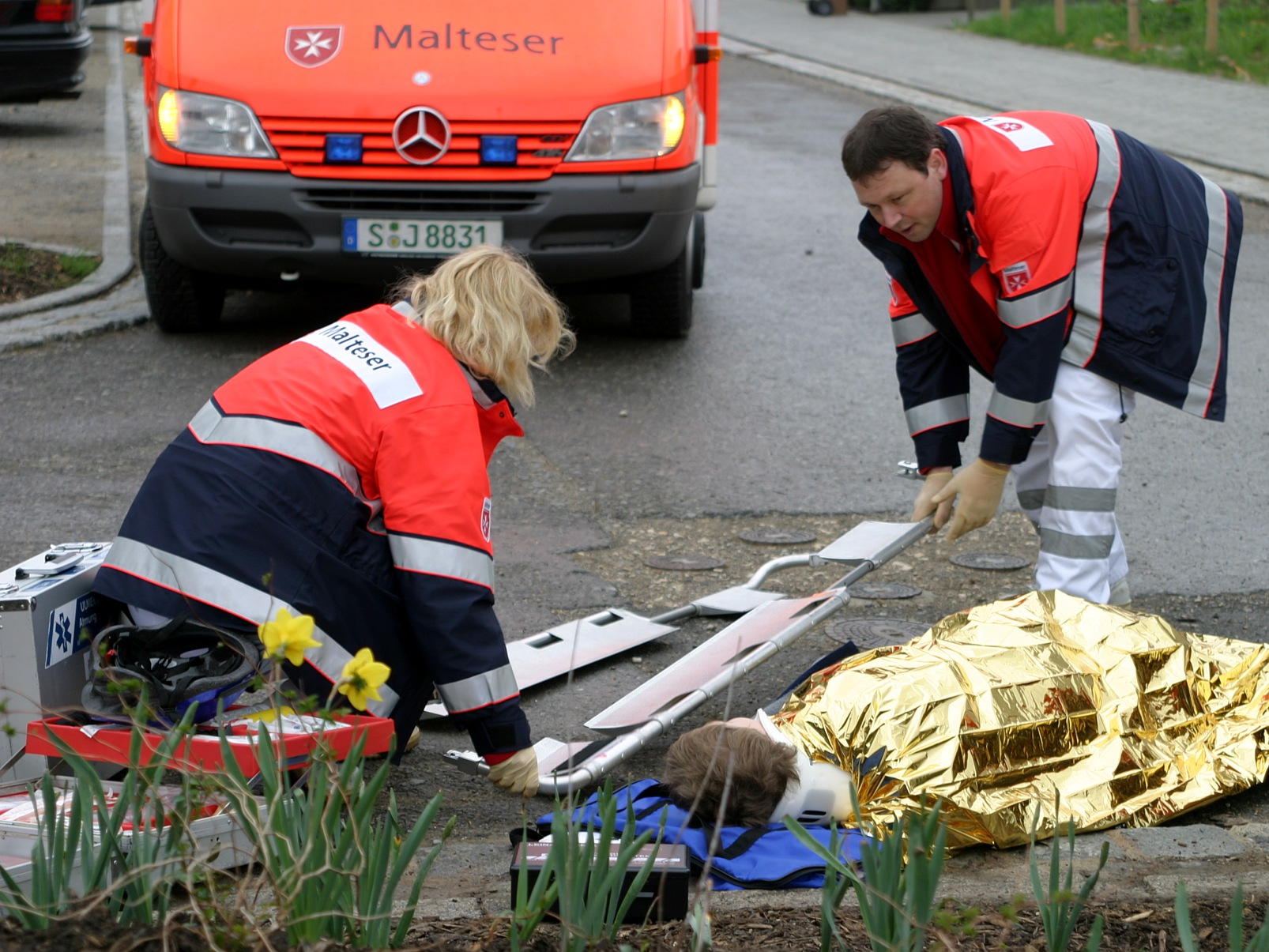
Umlagern mit der Schaufeltrage

#### Einsatzarten
Bei den Einsatzarten wird zwischen Primär- (Notfallrettung) und Sekundäreinsätzen (Intensiv- und Krankentransport) unterschieden. In Bayern werden die Sekundäreinsätze weiter in Kranken- und arztbegleitete Patiententransporte (Intensivtransport, Verlegung mit Verlegungs- oder Krankenhausarzt) unterschieden.
Eine strenge Trennung der Einsatzarten findet nicht statt. Wenn es die Umstände erfordern, können geeignete Fahrzeuge des Intensiv- und Krankentransports auch in der Notfallrettung eingesetzt werden – und behelfsweise umgekehrt.
In Deutschland wurden 2020/21 im Jahr 13 Mio. Rettungseinsätze durchgeführt, das sind im Durchschnitt 158 Einsätze je 1.000 Einwohner pro Jahr. Rund 62 % davon waren Einsätze der Notfallrettung, die weiteren 38 % entfielen auf die Einsatzart Krankentransport. Bei 1/6 der Notfälle wurde ein Notarzt hinzugezogen. Rund 8,4 Mio. Einsatzfahrten pro Jahr werden mit Sonderrechten durchgeführt. Zur Disposition und Alarmierung vergehen im Mittel 2,5 Minuten. Der Bundesdurchschnitt der mittleren Hilfsfrist lag 2020/21 bei 8,7 Minuten, 95 % aller Hilfsfrist-Einsätze wurden in 16,2 Minuten erreicht.

##### Notfallrettung
Die Notfallrettung ist gesetzlich im Rahmen der Daseinsvorsorge in jedem Bundesland geregelt und umfasst den Rettungsdienst im engeren Sinn. Die Klassifizierung des Schweregrades von Krankheitsbildern oder Verletzungen findet durch Bewertungsschemata statt, beispielsweise dem NACA-Score.
Zur Notfallrettung stehen folgende gängige Rettungsmittel zur Verfügung:
- Rettungshubschrauber (RTH)
- Notarzteinsatzfahrzeuge (NEF) und -wagen (NAW)
- Rettungswagen (RTW)
- Löschrettungsfahrzeuge (LRF; nur in Essen, in Ausphasung)

##### Intensiv- und Krankentransport
Die Regelung von Intensiv- und Krankentransporten erfolgt in den Ländergesetzen unterschiedlich. Krankentransporte sind dabei überwiegend privatrechtlich organisiert. Für Verlegungen werden nachfolgende Rettungsmittel eingesetzt:
- Intensivtransporthubschrauber (ITH)
- Intensivtransportwagen (ITW) und Verlegungsarzteinsatzfahrzeuge (VEF)
- Krankentransportwagen (KTW) und Notfallkrankentransportwagen (NKTW)

##### Akut-Einsatzfahrzeug (AEF) Schleswig-Holstein
Bei Hilfeersuchen, bei denen primär keine vitale Bedrohung und kein Bedarf einer Klinikeinweisung erkennbar, aber eine Klärung vor Ort ohne Verzögerung notwendig ist, kann ein AEF alarmiert werden. Auswertungen der RKiSH haben ergeben, dass es sich bei etwa 15 Prozent der Alarmierungen um solche subakuten Hilfeersuchen handelt. Derzeit wird das Konzept in Schleswig-Holstein getestet. Diese Fahrzeuge werden vor allem bei jenen subakuten Fällen der Kategorie „Notfall-Klein“ zum Einsatz kommen, bei denen die Rettungsleitstelle auf Basis einer standardisierten Notrufabfrage zu dem vorläufigen Ergebnis kommt, dass der Transport in eine stationäre Behandlungseinrichtung als eher unwahrscheinlich einzuordnen ist. Die Einführung und Beschaffung der Akut-Einsatzfahrzeuge wird derzeit von einer Projektgruppe der RKiSH vorbereitet und ist somit eine Ergänzung der bestehenden rettungsdienstlichen Einsatzmittel. Die Fahrzeuge sollen dazu beitragen, Einsätze von Rettungswagen (RTW) zu reduzieren, die für die originäre Notfallrettung vorgesehen sind.

##### Rettungseinsatzfahrzeug (REF) in Bayern
Bei Hilfeersuchen, bei denen primär keine vitale Bedrohung und kein Bedarf einer Klinikeinweisung erkennbar, aber eine Abklärung vor Ort ohne Verzögerung notwendig ist, kann ein  REF alarmiert werden. Seit dem Jahr 2022 sind die REF in Bayern eingesetzt. Im Zeitraum vom 1. Mai 2023 bis 31. Dezember 2023 wurden durch die bayerischen Rettungseinsatzfahrzeuge im Großraum Regensburg insgesamt 1350 Einsätze gefahren. Darunter befanden sich 1020 Einsätze zu medizinischen und nichtmedizinischen Hilfeleistungen (75,5 %), 167 Einsätze als First Responder (12,4 %) und 163 Gebietsabsicherungen (12,1 %).
Die Fahrzeuge kommen vor allem bei jenen subakuten Fällen der Kategorie RD0 oder RD1 in Bayern zum Einsatz, bei denen die Integrierte Leitstelle auf Basis einer standardisierten Notrufabfrage zu dem vorläufigen Ergebnis kommt, dass der Transport in eine stationäre Behandlungseinrichtung als eher unwahrscheinlich einzuordnen ist.

#### Helfer vor Ort

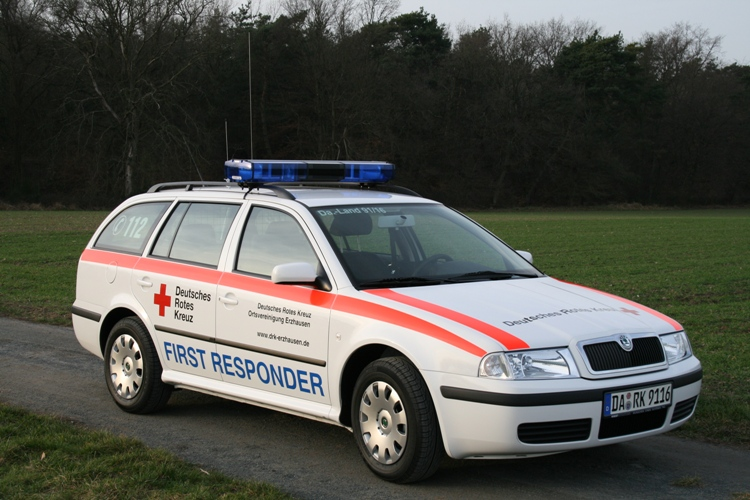
Ein First-Responder-Fahrzeug

Gerade in Flächenländern kann es zu längeren Anfahrtszeiten von Notarzt und Rettungswagen kommen. Eine engmaschigere Verteilung der Rettungswachen scheitert in der Regel an der Finanzierbarkeit. Daher werden in unterversorgten Gebieten Helfer vor Ort (auch First Responder) von Hilfsorganisationen und Freiwilligen Feuerwehren mit ehrenamtlichen Helfern als sogenannte professionelle Erste Hilfe vorgehalten. Als Bindeglied überbrücken sie das therapiefreie Intervall bis zum Eintreffen eines regulären Rettungsmittels. Eine Vorhaltung im Rahmen der Daseinsvorsorge findet nicht statt.

#### Psychosoziale Notfallversorgung
Seit Beginn der 1990er Jahre ist die psychosoziale Betreuung von Einsatzkräften nach extrem belastenden Einsätzen, z. B. Kindertodesfällen, und die Betreuung von betroffenen Personen nach einem Schadensereignis, z. B. Angehörige nach einer erfolglosen Wiederbelebung, die Aufgabe von
Kriseninterventionsdiensten (KIT) und der Notfallseelsorge (NFS). Auch die Psychosoziale Notfallversorgung gehört nicht zur öffentlichen Daseinsvorsorge.

#### Mitarbeiter
Nach einer Erhebung des Statistischen Bundesamts waren im Jahr 2016 insgesamt circa 67.000 haupt- oder nebenberuflich Beschäftigte im Rettungsdienst tätig. Der überwiegende Teil dieser Mitarbeiter im Rettungsdienst ist männlich (circa 75 %) und zu circa 70 % im Umfang einer Vollzeittätigkeit beschäftigt. Daneben werden zahlreiche ehrenamtliche Kräfte und Freiwillige im Bundesfreiwilligendienst (BFD) oder im Freiwilligen Sozialen Jahr (FSJ) eingesetzt.

##### Ausbildung
Der Rettungsassistent (RettAss oder RA) war bis 2014 über das Rettungsassistentengesetz die einzige, bundesweit einheitliche Berufsausbildung. Nach einer einjährigen Übergangsphase ist seit dem 1. Januar 2015 der Notfallsanitäter (NotSan) der einzige Ausbildungsberuf in dieser Branche. Er ersetzt allmählich den Beruf des Rettungsassistenten.
Über Landesgesetze bzw. durch eine Übereinkunft der Länder gibt es für die Ausbildung zum Rettungssanitäter (RS) eine grobe Regelung der Anforderungen. Als Rettungshelfer (RH) werden Absolventen des Grundlehrgangs zum Rettungssanitäter verstanden. Einige Länder haben hiervon abweichende, eigene Regelungen getroffen. Als Sanitätshelfer (SanH) werden solche Personen bezeichnet, die eine nicht einheitlich geregelte, grundlegende Sanitätsausbildung durchlaufen haben.

##### Besetzung
Folgende Tabelle zeigt die von den Bundesländern gesetzlich geforderte Mindestqualifikation bei den Besatzungen von Rettungsmitteln:
| Bundesland             | KTW (Typ A1/A2)                     | KTW (Typ A1/A2)                                          | NKTW (Typ B)                                           | NKTW (Typ B)                                                         | RTW (Typ C)                                                   | RTW (Typ C)                                                                                          | NEF                                              |
| Bundesland             | Fahrer                              | Transportführer                                          | Fahrer                                                 | Transportführer                                                      | Fahrer                                                        | Transportführer                                                                                      | Fahrer                                           |
| ---------------------- | ----------------------------------- | -------------------------------------------------------- | ------------------------------------------------------ | -------------------------------------------------------------------- | ------------------------------------------------------------- | --- | ------------------------------------------------ |
| Baden-Württemberg      | RettH                               | RettSan                                                  | keine Vorgabe                                          | keine Vorgabe                                                        | RettSan                                                       | NotSan RettAss (bis 31.12.2025)                                                                      | NotSan RettAss „erfahrene“ RettSan               |
| Bayern                 | „geeignete Person“                  | RettSan                                                  | keine Vorgabe                                          | keine Vorgabe                                                        | RettSan „geeignete Person“ (bis 31.12.2025)                   | NotSan                                                                                               | RettSan                                          |
| Berlin                 | SanH (60 h Ausbildung)              | RettSan „geeignete Person“ (ab 2 Jahren Berufserfahrung) | RettSan „geeignete Person“ (ab 2000 h Berufserfahrung) | RettSan (ab 2 Jahren/2000 h Berufserfahrung und Zusatzqualifikation) | RettSan                                                       | NotSan RettAss (bis 31.12.2029) RettSan (ab 2 Jahren/2000 h Berufserfahrung und Zusatzqualifikation) | RettAss                                          |
| Brandenburg            | RettSan                             | RettSan                                                  | RettSan                                                | RettSan                                                              | RettSan                                                       | NotSan RettAss (bis 31.12.2025)                                                                      | NotSan RettAss                                   |
| Bremen                 | RettH                               | RettSan                                                  | RettSan                                                | RettSan                                                              | RettSan NotSan-Azubi (ab 18. Monat)                           | NotSan RettAss                                                                                       | „geeignete Person“                               |
| Hamburg                | RettSan                             | RettSan                                                  | RettSan                                                | RettSan (ab 100 Notfalleinsätzen)                                    | RettSan                                                       | NotSan RettAss (bis 31.12.2029)                                                                      | NotSan RettAss (bis 31.12.2029)                  |
| Hessen                 | SanH (48 h Ausbildung)              | RettSan                                                  | keine Vorgabe                                          | keine Vorgabe                                                        | RettSan NotSan-Azubi (ab 2. Jahr)                             | NotSan RettAss (bis 31.12.2028) NotSan-Azubi (ab 3. Jahr)                                            | NotSan RettAss RettSan (2 Jahre Berufserfahrung) |
| Mecklenburg-Vorpommern | RettSan                             | RettSan                                                  | keine Vorgabe                                          | keine Vorgabe                                                        | RettSan                                                       | NotSan RettAss (bis 30.4.2025)                                                                       | NotSan RettAss                                   |
| Niedersachsen          | „geeignete Person“                  | RettSan                                                  | „geeignete Person“                                     | RettSan (ab 100 Notfalleinsätzen)                                    | „geeignete Person“                                            | NotSan RettAss (bis 31.12.2026)                                                                      | RettAss                                          |
| Nordrhein-Westfalen    | RettH                               | RettSan                                                  | keine Vorgabe                                          | keine Vorgabe                                                        | RettSan                                                       | NotSan RettAss (bis 31.12.2026)                                                                      | NotSan RettAss (bis 31.12.2026)                  |
| Rheinland-Pfalz        | RettH                               | RettSan                                                  | RettH                                                  | RettAss                                                              | RettSan                                                       | NotSan                                                                                               | NotSan                                           |
| Saarland               | SanH                                | RettSan                                                  | keine Vorgabe                                          | keine Vorgabe                                                        | RettSan                                                       | NotSan                                                                                               | NotSan „geeigneter“ RettAss                      |
| Sachsen                | RettH                               | RettSan                                                  | RettSan                                                | NotSan                                                               | RettSan                                                       | NotSan                                                                                               | NotSan RettAss                                   |
| Sachsen-Anhalt         | RettSan                             | NotSan RettAss (bis 25.10.2027)                          | keine Vorgabe                                          | keine Vorgabe                                                        | RettSan                                                       | NotSan RettAss (bis 25.10.2027)                                                                      | NotSan RettAss (bis 25.10.2027)                  |
| Schleswig-Holstein     | RettSan NotSan-Azubi (ab 19. Monat) | RettSan (ab 100 Notfalleinsätzen) RettAss                | keine Vorgabe                                          | keine Vorgabe                                                        | RettSan (ab 100 Notfalleinsätzen) NotSan-Azubi (ab 19. Monat) | NotSan                                                                                               | NotSan RettAss                                   |
| Thüringen              | RettSan                             | RettSan RettAss                                          | keine Vorgabe                                          | keine Vorgabe                                                        | RettSan                                                       | NotSan                                                                                               | NotSan/ RettAss (bis 31.12.2028)                 |

Erläuterungen
SanH = Sanitätshelfer; RettH = Rettungshelfer; RettSan = Rettungssanitäter; RettAss = Rettungsassistent; NotSan = Notfallsanitäter
1. 1 2  In besonderen Gesundheitslagen (insbesondere Pandemien) sowie Großschadensereignissen.
2. ↑  Die Rettungsdienstträger können die Besetzung der NEF in ihren Rettungsdienstbedarfsplänen regeln. Demnach ist der Fahrer in der Stadtgemeinde Bremen mindestens ein Rettungssanitäter mit vierwöchiger Weiterbildung (Rettungsmittelbedarfsplan 2022), Bremerhaven hat keinen derartigen Plan.
3. 1 2  In diesem Fall muss das Fahrzeug mit einem ausgebildeten Notfallsanitäter besetzt sein, was nur auf Lehrrettungswachen möglich ist.
4. 1 2  Alternativ zum Rettungsassistenten können auch Fachpflegekräfte für Intensivpflege und Anästhesie eingesetzt werden, die mindestens 2000 Stunden hauptamtlich im Rettungsdienst der Deutschen Demokratischen Republik (Schnelle Medizinische Hilfe) tätig waren.

### Großereignisse und Katastrophen
Von der individualmedizinisch ausgerichteten Patientenversorgung des Rettungsdienstes sind die Strukturen beim Massenanfall von Verletzten (MANV) und insbesondere im Katastrophenfall abzugrenzen, die sich dadurch auszeichnen, dass primär nicht genügend Einsatzkräfte für die Bewältigung der Schadenslage vor Ort sind und/oder erheblicher Koordinierungsbedarf besteht.

#### Schnelleinsatzgruppen
Der reguläre Rettungsdienst wird dabei von Helferinnen und Helfern unterstützt, die in Einsatzeinheiten (EE) oder Schnelleinsatzgruppen (SEG) zusammengefasst sind und bei Bedarf alarmiert werden. Diese Gruppen sind in der Lage, vor Ort Strukturen (zum Beispiel einen Behandlungsplatz) zur Patientenversorgung zu schaffen und so die behandlungsfreie Zeit zu verkürzen.
In Deutschland bestehen auch Gemeinschaftsprojekte unter den Rettungsorganisationen. DLRG und Wasserwacht stellen Einsatztaucher, die mit dem Hubschrauber zu Unfallplätzen geflogen werden. Zudem gibt es Kooperationen zwischen der Feuerwehr, die das Material und das Fahrzeug (ein sogenannter Gerätewagen Wasserrettung (GW-W)) bereithält und der Wasserrettung, die das Personal stellt.

#### Massenanfall von Verletzten
Die medizinische Einsatzleitung bei einem solchen Ereignis obliegt der Sanitätseinsatzleitung, in der Leitenden Notarzt (LNA) und Organisatorische Leiter Rettungsdienst (OrgL/OLRD) mitwirken. Diese übernehmen die Koordination der Rettungsmittel vor Ort und die Verteilung der Patienten auf geeignete Krankenhäuser.

#### Katastrophenfall
Die Feststellung des Katastrophenfalls sowie die einheitliche Einsatzleitung aller eingesetzten Kräfte unter behördlicher Führung ist in den Katastrophenschutzgesetzen der Bundesländer geregelt und obliegt meist dem Behördenleiter des betroffenen Landkreises bzw. der kreisfreien Stadt. Für die Einsatzleitung der Kräfte vor Ort werden von diesem besonders geeignete Führungskräfte eingesetzt, in Bayern zum Beispiel der vorbenannte Örtliche Einsatzleiter (ÖEL). Ihm ist dann unter anderem die Sanitätseinsatzleitung (bestehend aus Leitender Notarzt und Organisatorischer Leiter) mit ihren Einsatzmitteln unterstellt.

#### Großveranstaltungen
Bei Veranstaltungen wird ein Sanitätswachdienst vorgehalten.

#### Ausnahmezustand Rettungsdienst
Bei zu hoher Auslastung im Rettungsdienst werden Mitarbeiter von Löschfahrzeugen auf Rettungswagen disponiert oder der Rettungsdienst durch Einsatzkräfte des Katastrophenschutzes unterstützt.
In Berlin wird dies ausgelöst, sobald 90 Prozent der Rettungswagen im Einsatz sind. Im Jahr 2018 geschah dies 41 Mal, was zu verzögerten Eintreffzeiten führte.

## Rettungsdienst in Österreich

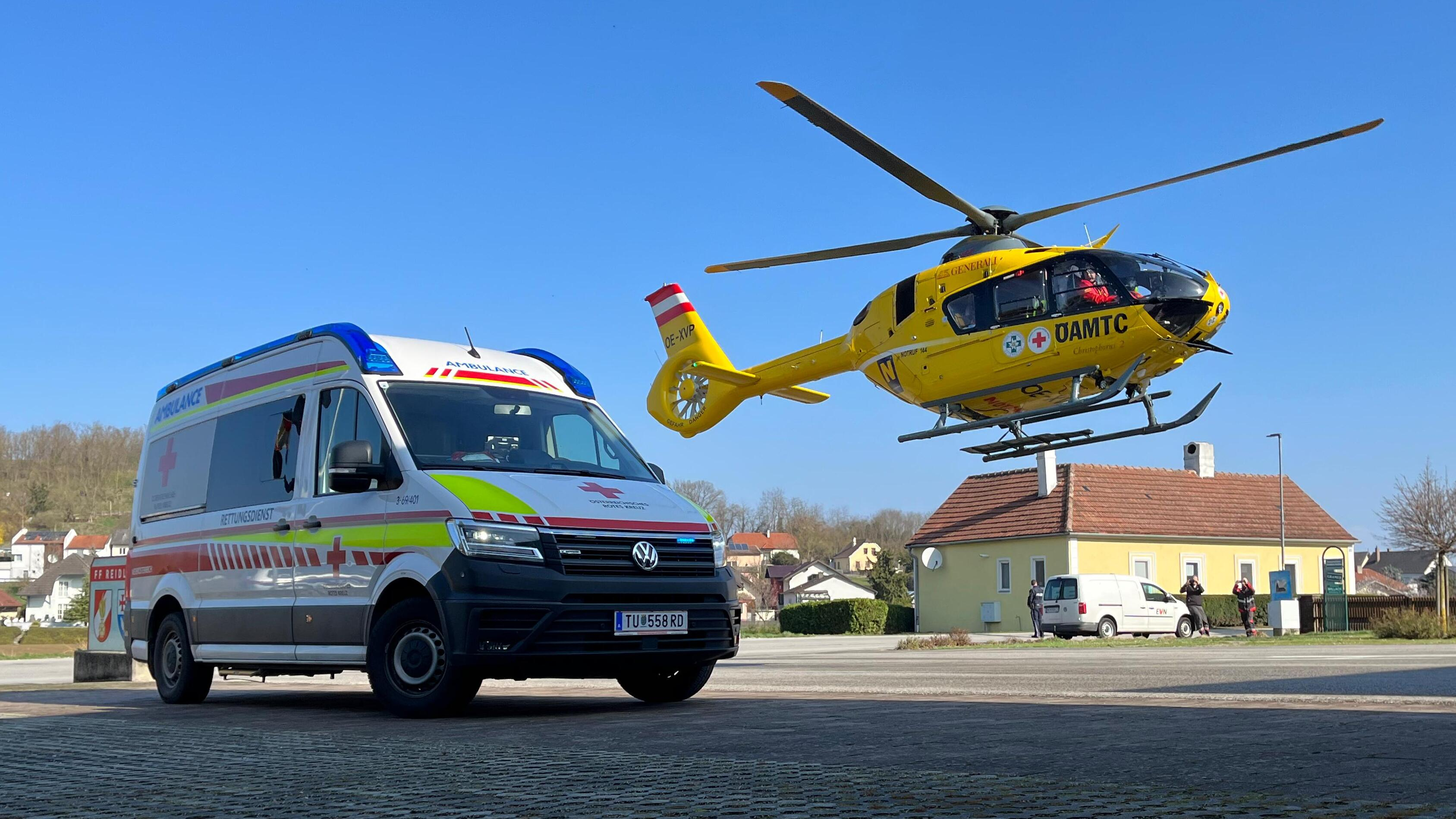
Ein gemeinsamer Einsatz eines Rettungswagens (RTW) und eines Notarzthelikopters (NAH) in Österreich

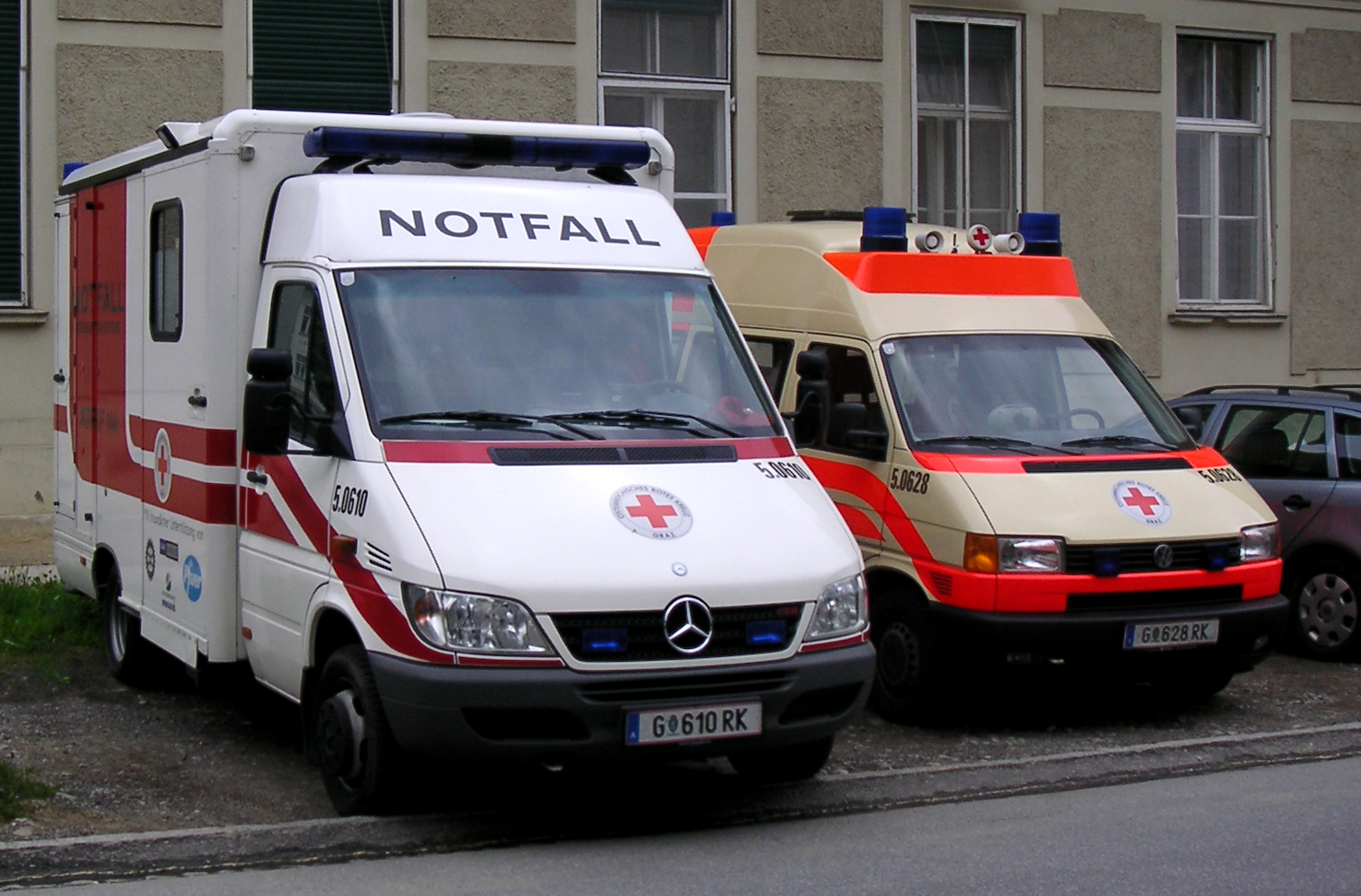
Rettungswagen und Notfallkrankenwagen

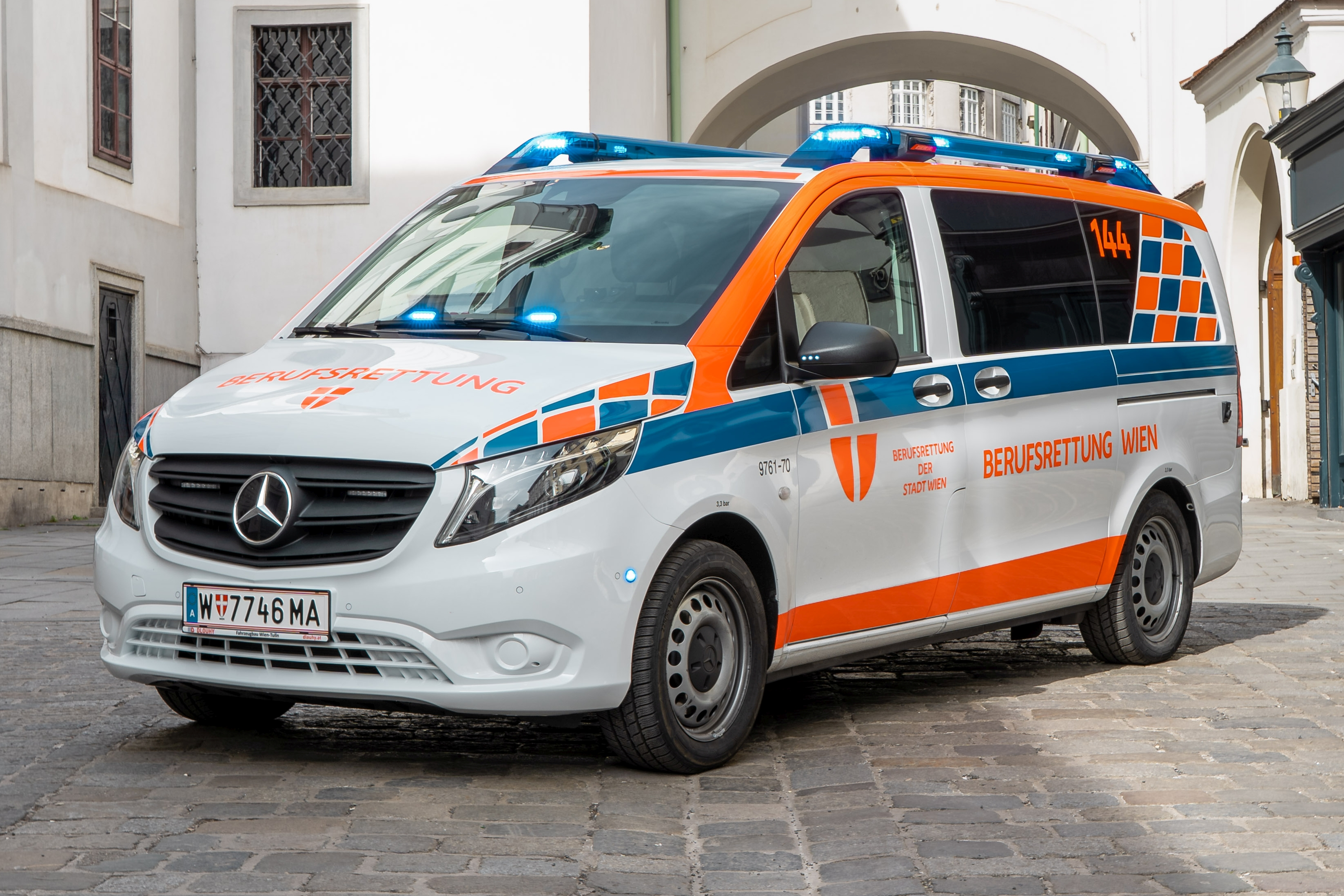
Notarzteinsatzfahrzeug der Berufsrettung Wien (2025)

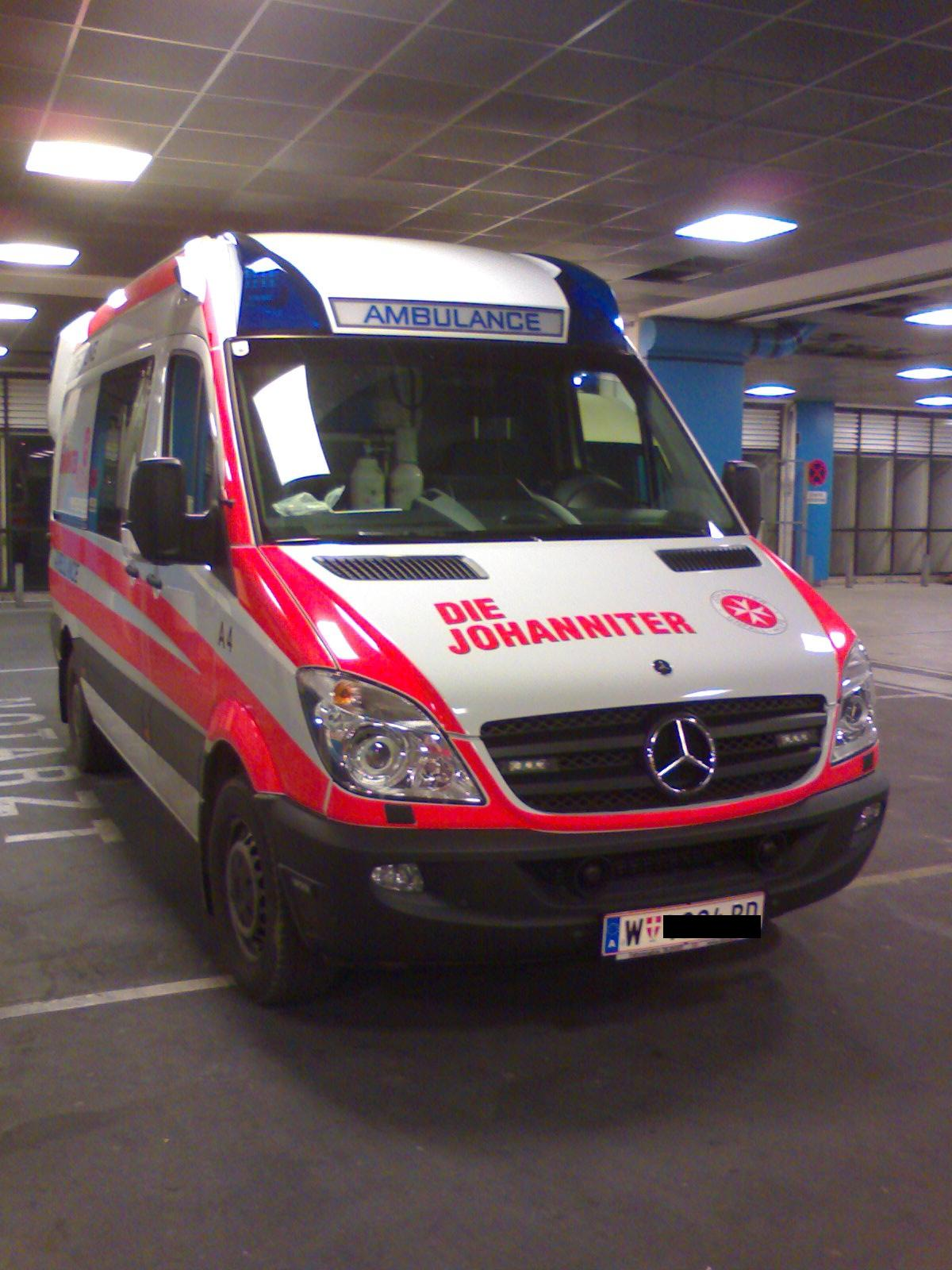
Johanniter Rettungswagen

### Allgemeines
In Österreich sind das Rettungswesen (kurz als Rettung bezeichnet) und die Feuerwehren Angelegenheit der Gemeinden. Sie sind in Landesgesetzen geregelt. Im Gegensatz zur Feuerwehr führen die Gemeinden üblicherweise den Rettungsdienst nicht selbst durch. Die einzigen Ausnahmen sind die Berufsrettung Wien und die Freiwillige Feuerwehr- & Rettungsabteilung Admont. Meist beauftragen die Gemeinden bestehende Rettungsdienst-Organisationen. Daher sind die Rettungsdienste häufig für mehrere Gemeinden zuständig. Bundesweit ist der Rettungsdienst über die Notrufnummer 144, der alpine Notruf unter der Nummer 140 erreichbar. Alle Rettungsdienste sind dabei über die Euronotrufnummer 112 anforderbar.
Neben hauptamtlichen Mitarbeitern werden Zivildiener und zahlreiche ehrenamtliche Mitarbeiter im Rettungs- und Krankentransport eingesetzt.

### Organisationen
Die wichtigste Organisation, die in Österreich den Rettungsdienst durchführt, ist das Österreichische Rote Kreuz. Neben diesem gibt es noch lokal verschieden stark vertretene Organisationen, wie den Arbeiter-Samariter-Bund Österreichs, den Malteser Hospitaldienst Austria, die Johanniter-Unfall-Hilfe und andere. Auch kleinere Vereine oder gewerbliche Dienste, wie das Grüne Kreuz oder der Österreichische Rettungsdienst (ÖRD) können mit den Gemeinden Verträge haben, um den Rettungsdienst durchzuführen. Obwohl es früher in Österreich üblich war, dass die Freiwillige Feuerwehr auch den Rettungsdienst durchführte (siehe auch: Geschichte des Sanitätswesens bei den österreichischen Feuerwehren), ist es heute einmalig in Admont in der Steiermark, dass die öffentliche Sanitätsversorgung durch die Feuerwehr mit einer Rettungsabteilung betrieben wird. Darüber hinaus wird der Chemiepark Linz von der hiesigen Betriebsfeuerwehr rettungsdienstlich versorgt.
Vor allem im ländlichen Raum wird von den Organisationen sowohl der Rettungsdienst als auch der Krankentransport durchgeführt. Vereinzelt wird dort auch das First-Responder-System in Zusammenarbeit mit der Feuerwehr und der Polizei angewandt.
Die Alarmierung erfolgt entweder über eigene Leitstellen oder über Integrierte Leitstellen, die mehrere Organisationen koordinieren (z. B. 144 Notruf Niederösterreich, Leitstelle Tirol).
Bei speziellen Teilaufgaben, wie etwa beim Notarztdienst oder der Flugrettung, wird mit anderen Institutionen zusammengearbeitet. Vor allem im ländlichen Bereich werden die Notärzte von lokalen Krankenhäusern gestellt. In der Flugrettung arbeitet das Rote Kreuz mit dem ÖAMTC gemeinsam im Christophorus Flugrettungsverein. Aber auch mit privaten Firmen wird kooperiert (z. B. der Air Rescue Austria Flugrettungs GmbH oder dem Unternehmen SHS Helikopter in Tirol), die die Helikopter mit dem notwendigen Flugpersonal bereitstellen.
Der Österreichische Bergrettungsdienst und die Österreichische Wasserrettung sind eigenständige Organisationen, die fast ausschließlich von ehrenamtlichen Mitarbeitern getragen werden. Die Aufgaben der Wasserrettung werden teilweise aber auch von den lokalen Rettungsorganisationen übernommen.
Ein Spezialfall ist der Rettungsdienst im Kleinwalsertal im Bundesland Vorarlberg. Er wird vom Bayerischen Roten Kreuz durchgeführt, siehe Walser Rettung.
(Zumindest) Niederösterreich kooperiert seit 2016 mit Tschechien und ab August 2025 auch mit der Slowakei und Ungarn. Das bedeutet, dass Rettungsfahrten wechselweise auch grenzüberschreitend ins Ausland laufen können.

### Katastrophenhilfe
Im Gegensatz zu Deutschland gibt es in Österreich keine eigenständigen Katastrophenhilfe-Einheiten, sondern die entsprechenden Mittel werden durch die regulären Rettungsdienste vorgehalten. Der hohe Anteil an ehrenamtlichen Mitarbeitern im Rettungs- und Krankentransportdienst ermöglicht die Mobilisierung ausreichender Personalreserven. 

### Ausbildung
Die Ausbildung im Rettungsdienst wurde im Jahr 2002 neu organisiert. Mit dem Sanitätergesetz (SanG) wurde erstmals zwischen Rettungssanitätern und Notfallsanitätern unterschieden. Notfallsanitäter durchlaufen eine umfassendere Ausbildung und können sogenannte Notfallkompetenzen erwerben, wie beispielsweise das Legen eines peripheren Venenzugangs, die Gabe bestimmter Notfallmedikamente sowie die endotracheale Intubation. Diese Tätigkeiten, die üblicherweise dem Notarzt vorbehalten sind, dürfen angewendet werden, wenn kein Notarzt verfügbar ist und weniger invasiven Maßnahmen nicht ausreichen.

### Fahrzeuge im Rettungsdienst
Je nach Bundesland wird der Rettungs- und Krankentransportdienst mehr oder weniger stark getrennt. Dementsprechend gibt es Systeme mit einheitlichen Notfallkrankenwagen, mit Rettungswagen (RTW) und Krankentransportwagen (KTW) oder auch gemischte Systeme. Alle Fahrzeuge sind mit mindestens zwei Rettungssanitätern besetzt, bei RTW wird immer öfter zumindest ein höher qualifizierter Notfallsanitäter (möglichst mit Notfallkompetenzen) eingesetzt bzw. ist dies vorgeschrieben. So sind RTW beispielsweise in Wien mit mindestens einem Notfallsanitäter besetzt, in Vorarlberg zumindest tagsüber.
Bei schwerwiegenden medizinischen Problemen kommt ein Notarzt zum Einsatz – entweder mit einem Notarztwagen (NAW), in dem der Patient auch transportiert werden kann, oder mit einem Notarzteinsatzfahrzeug (NEF), das nur den Arzt und einen Notfallsanitäter zum Einsatzort bringt. Die Besatzung eines Notarztwagens ist gesetzlich mit mindestens einem Rettungssanitäter, einem Notfallsanitäter und einem Notarzt vorgeschrieben, in der Regel sind jedoch neben dem Notarzt zwei Notfallsanitäter oder Diplomierte Krankenpfleger der Anästhesie oder Intensivmedizin an Bord.
Neben dem eigentlichen Rettungsdienst (mit Notärzten) existiert in Österreich der sogenannte Ärztefunkdienst (ÄFD). Mittels der Notrufnummer 141 können damit bundesweit außerhalb der ortsüblichen Ordinationszeiten praktische Ärzte zum Hausbesuch gerufen werden (→ Ärztlicher Notdienst).
|                | BKTW | KTW (Typ A) | RTW (Typ B)            | NAW (Typ C) | NEF |
| -------------- | ---- | ----------- | ---------------------- | ----------- | --- |
| Fahrer         | RS   | RS          | RS                     | RS (NFS)    | NFS |
| Sanitäter      | –    | RS          | RS; (NFS) (N), NFS (W) | NFS (RS)    | –   |
| Notarzt        | –    | –           | –                      | NA          | NA  |
| Beispielbilder | BKTW | KTW         | RTW                    | NAW         | NEF |

Quellen: ÖRK, davon abweichend: Niederösterreich, Wien.

### Rettungsdienst in Wien

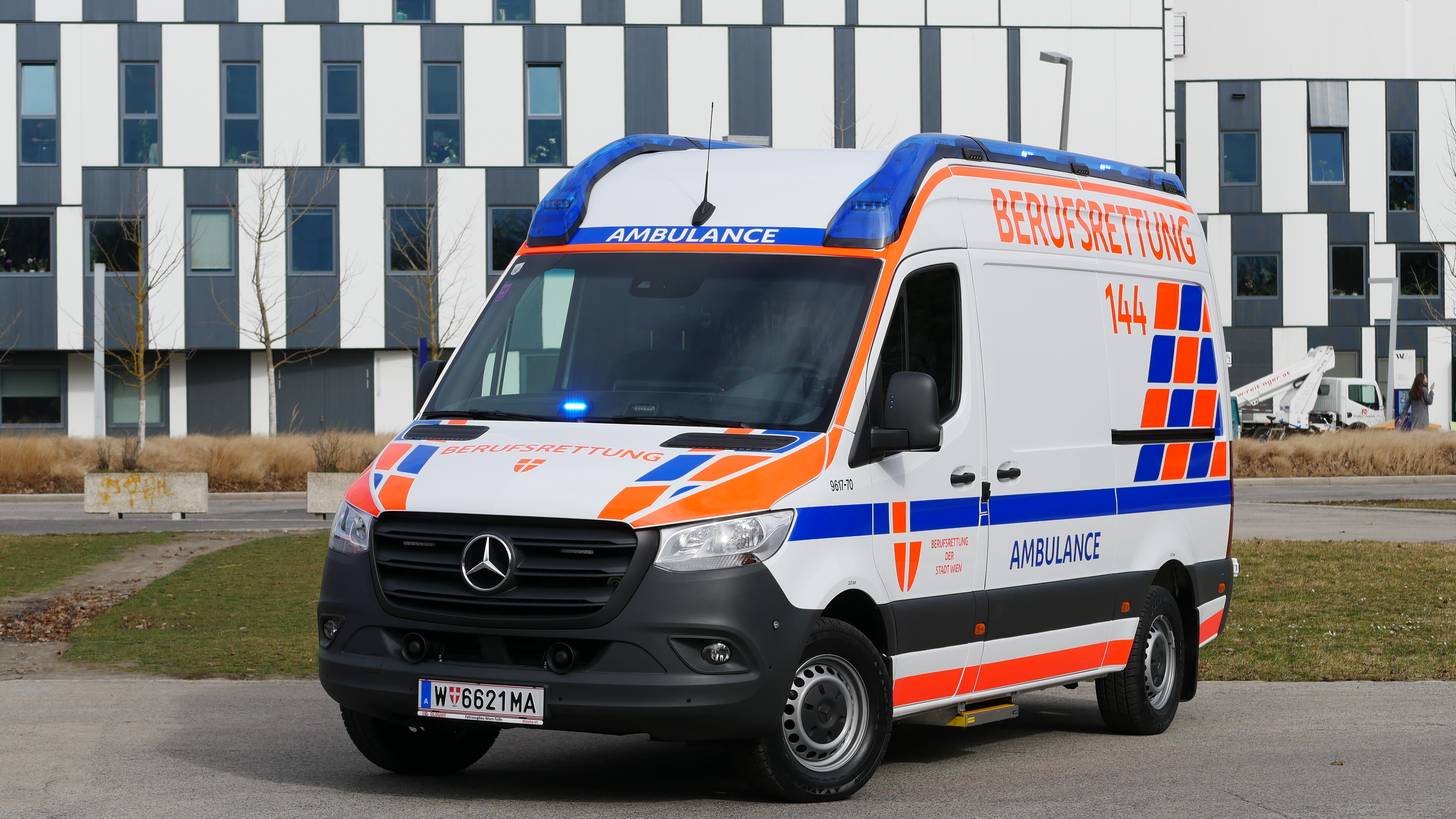
Ein Rettungswagen der Berufsrettung Wien

In der Bundeshauptstadt Wien ist die Magistratsabteilung 70 (Berufsrettung Wien) mit der Durchführung des Rettungsdienstes beauftragt, betreibt die Notruf-Leitstelle und führt die Disposition der Rettungsmittel durch. Die Rettungsorganisationen Rotes Kreuz, Arbeiter-Samariterbund, Johanniter-Unfall-Hilfe, Malteser Hospitaldienst Austria stellen allerdings ein nicht unerhebliches Kontingent an zusätzlichen Rettungs- und Notarztwagen zur Verfügung, welche in das Einsatzleitsystem integriert sind und direkt von der Berufsrettung disponiert werden. Per GPS, Touchscreen-Datenfunk und daran angeschlossenem Navigationssystem kann so jederzeit das nächstgelegene Fahrzeug zum Einsatzort dirigiert werden.
Die oben genannten, unter dem Motto „Vier für Wien“ sowie das Grüne Kreuz und der Sozial Medizinische Dienst Österreich, ergänzen das Versorgungsnetz speziell in den Randbezirken und führen zusammen mehr als ein Viertel aller über die Notrufnummer 144 eingehenden Rettungstransporte durch. Außerdem sind die mehreren hundert Krankentransportwagen der sechs Organisationen, welche ohne Ausnahme mit Defibrillator und Vakuummatratze ausgestattet sind, in das First-Responder-System einbezogen und können von der Berufsrettung rund um die Uhr über die Leitstellen der einzelnen Hilfsorganisationen angefordert werden.
Der Großteil der Notarzteinsätze wird im Rendezvous-System durch die 13 Notarzteinsatzfahrzeuge der Berufsrettung Wien durchgeführt. Der Rettungshubschrauber C9 ist mit medizinischem Personal der Berufsrettung Wien besetzt und bei Bedarf können Helikopter aus anderen Bundesländern angefordert werden.

### Rettungsdienst in Graz
In Graz als Landeshauptstadt der Steiermark und zweitgrößter Stadt Österreichs existieren, ähnlich wie in Wien, einige rettungsdienstliche Besonderheiten, die sich großteils aus den organisatorischen Unterschieden zwischen ländlichen und städtischen Rettungsdiensten ergeben. Die Stadt Graz beauftragt seit jeher das Österreichische Rote Kreuz Steiermark mit der Durchführung des Rettungsdienstes im Stadtgebiet. Analog dazu haben auch alle Umlandgemeinden dem Roten Kreuz denselben Auftrag erteilt. Gleichzeitig ist das Rote Kreuz durch die Landesregierung auch mit der Organisation und Durchführung des bodengebundenen Notarztrettungsdienstes im Großraum Graz betraut.

#### Verortung der Rettungswachen
Bedingt durch die Tatsache, dass die Stadt vor allem im Süden bereits weit über ihre offiziellen Grenzen gewachsen ist und das „inoffizielle“ Stadtgebiet somit auch etliche Umlandgemeinden im sogenannten „Speckgürtel“ umfasst, wird die rettungsdienstliche Versorgung durch zwei Rettungswachen im Stadtgebiet sowie vier weiteren Wachen in den angrenzenden Umlandgemeinden sichergestellt. Dadurch werden häufig Fahrzeuge von Umland-Wachen zu Einsätzen im Stadtgebiet herangezogen. Zusätzlich dazu werden zwei Landeskrankenhäuser, der Standort West des LKH Graz Süd-West gemeinsam mit dem UKH im Nordwesten und das LKH-Universitätsklinikum im Nordosten der Stadt tagsüber als „informelle“ Rettungswachen genutzt, da das Transportziel der meisten Einsätze in einer dieser beiden Kliniken liegt und dort somit fast ständig Rettungsmittel nach der Patientenübergabe vor Ort sind, beziehungsweise dort belassen werden, die dann zu Einsätzen herangezogen werden können. Außerdem werden noch zwei Notarztrettungswachen (ebenfalls an den Landeskrankenhäusern) sowie eine Flugrettungswache (NAH) im Großraum unterhalten.

#### Sonderlösung „Jumbo“

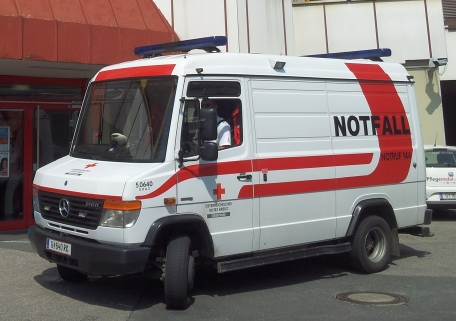
Ein Notfallrettungswagen (NFW) organisationsintern „Jumbo“ genannt.

Alle Notarzteinsätze werden im Rendezvous-System durchgeführt, wobei der Notarzt entweder bodengebunden (NEF) oder per Hubschrauber zum Einsatzort gebracht wird. Eine weitere Besonderheit im Grazer Rettungsdienst bilden die so genannten „Jumbos“, dabei handelt es sich um speziell ausgestattete Rettungswagen, die mit „Rettungsmedizinern“ (Medizin-Studenten höheren Semesters mit der Ausbildung zum „Notfallsanitäter mit besonderer Notfallkompetenz NKI“ sowie weiteren Ausbildungen) besetzt sind und mit denen eigentlich Notarzt-pflichtige Einsätze niedriger Priorität abgearbeitet werden, um die Einsatzfrequenz für das eigentliche Notarztsystem geringer zu halten, beziehungsweise auf unbedingt notwendige Einsätze zu reduzieren.

#### Koordination & Kooperation
Zusätzlich zu der Flotte von Rettungs- und Krankentransportwagen des Roten Kreuzes stellt der Malteser Hospitaldienst Austria einen Rettungs- sowie zwei Krankentransportwagen, die an die zentrale Landesleitstelle des Roten Kreuzes im Bezirk Straßgang angeschlossen und somit in den Rettungsdienst des Roten Kreuzes integriert sind. Alle Fahrzeuge sind mit GPS, Touchscreen-Datenfunk und daran angeschlossenem Navigationssystem ausgestattet, somit kann jederzeit das nächstgelegene Fahrzeug der angeschlossenen Organisationen zum Einsatzort dirigiert werden. Andere Organisationen wie zum Beispiel der Arbeiter-Samariterbund sowie private Anbieter wie das Grüne Kreuz unterhalten ebenfalls Wachen im Stadtgebiet, auf Grund der vertraglichen Situation (Beauftragung des Roten Kreuzes) sind sie aber nicht in Rettungsdienst und Notarztrettungsdienst technisch, insbesondere über die Landesleitstelle des Roten Kreuzes, eingebunden, aber dennoch rechtlich zulässig mit Rettungs- und Notfalltransporten und mit der Durchführung von Kranken-, Blut- oder Organtransporten betraut.

## Rettungsdienst in der Schweiz

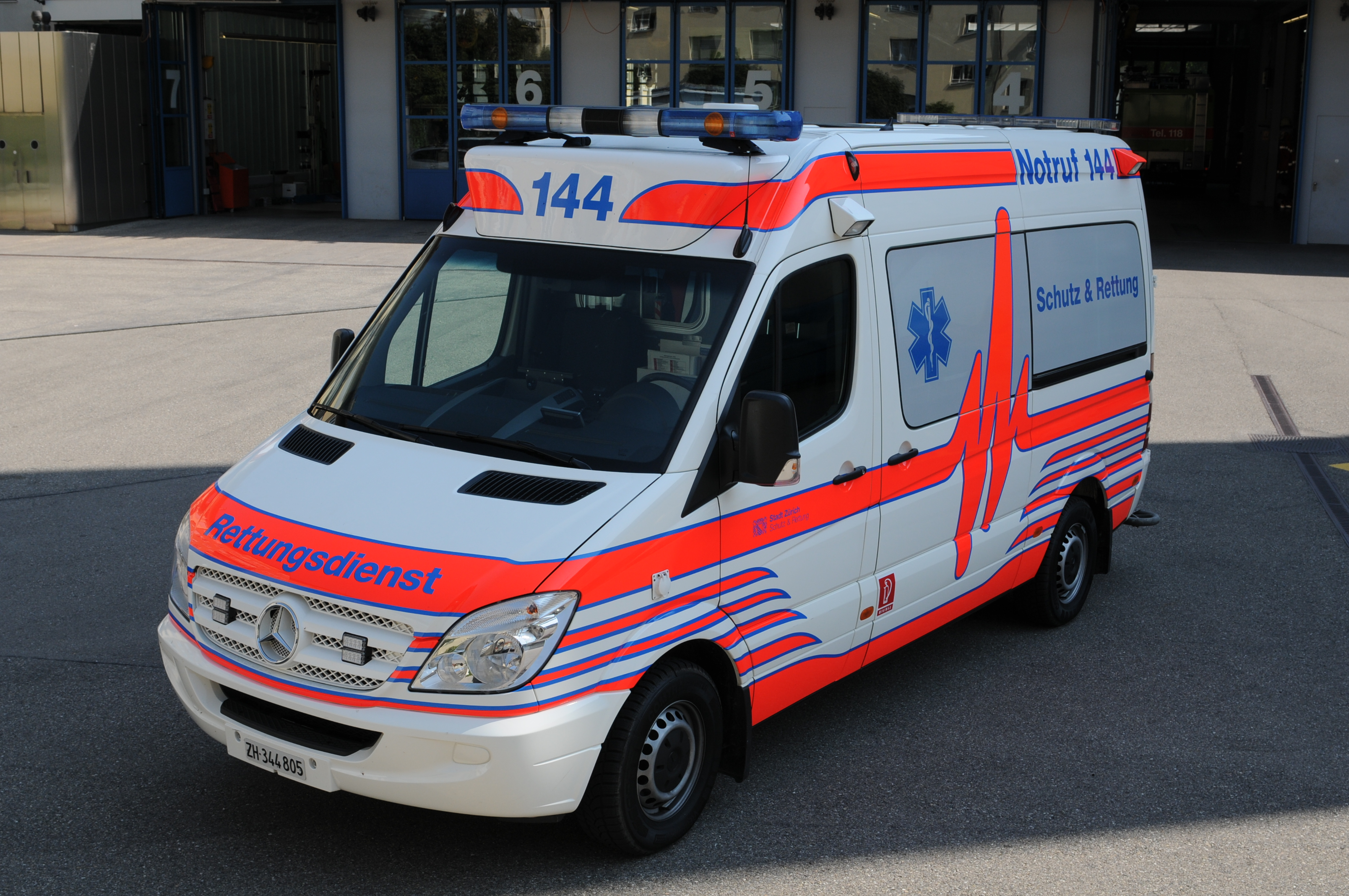
Schweizer Einsatzambulanz, Bsp. Schutz und Rettung Zürich

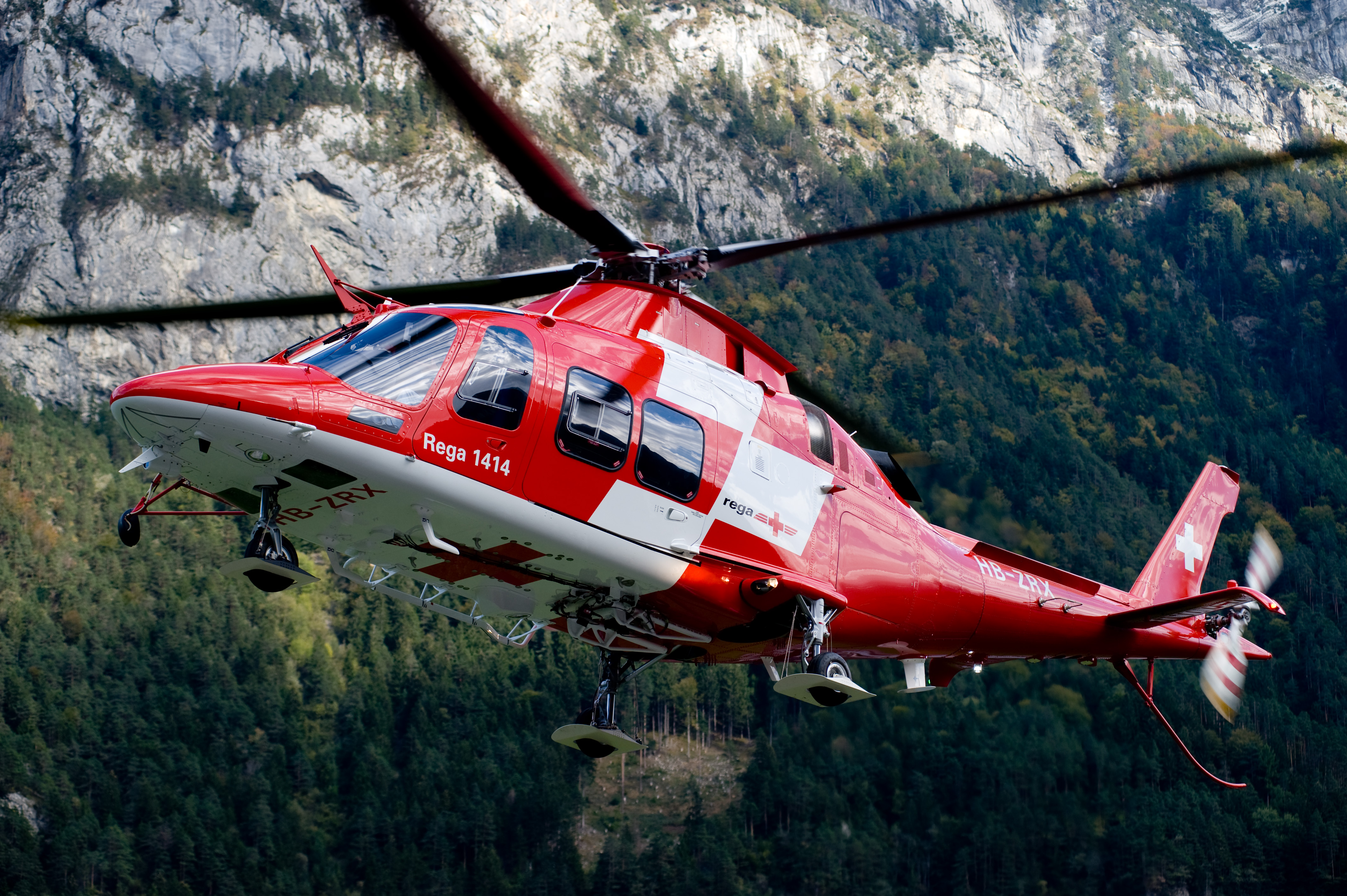
Eine wichtige Rolle spielt in der Schweiz die Schweizerische Rettungsflugwacht kurz REGA. Neben der REGA gibt es noch weitere Luft-Rettungs-Organisationen wie Air Zermatt und Air-Glaciers

### Allgemeines
In der Schweiz ist das Rettungswesen Sache der Kantone und teilweise der Gemeinden. Hinzu kommen kantonale Regelungen und Gesetze. Flächendeckend wird der Rettungsdienst über die Notrufnummer 144 (sogenannter Sanitätsruf) aufgeboten. Die Rettungsdienste in der Schweiz können öffentlich-rechtlicher Natur sein oder aber auf privater Basis betrieben werden. Die Hälfte der Rettungsdienste ist einem Spital angeschlossen. Auch in Sachen Rettungswesen herrscht in der Schweiz der Liberalismus. So gibt es zwischen den einzelnen Rettungsorganisationen große Unterschiede und verschiedene gesetzliche Grundlagen. In der Schweiz gibt es in etwa 130 Rettungsdienste.
Eine Besonderheit des Schweizer Rettungsdienstes ist die Möglichkeit, Rettungshubschrauber direkt zu alarmieren. Dafür gibt es die Notrufnummer 1414. Die Notrufnummer wird schweizweit, mit Ausnahme des Wallis von der Einsatzzentrale der REGA am Flughafen Kloten abgefragt. Da im Wallis die Hubschrauber-Rettung nicht von der REGA durchgeführt wird, lautet die Notrufnummer 1415. In fast allen anderen Ländern entscheidet eine Rettungsleitstelle, ob ein Rettungshubschrauber zum Einsatz kommt. Die Schweiz verfügt über ein flächendeckendes Netz von Luftrettungs-Stationen. Im Gegensatz zu anderen Ländern sind die Hubschrauber auch in der Nacht einsatzbereit. Die Hubschrauber sind nachtflugtauglich und verfügen über Restlichtverstärker (Nachtsichtgeräte). Die Hubschrauber führen auch Tier-Rettungen durch.

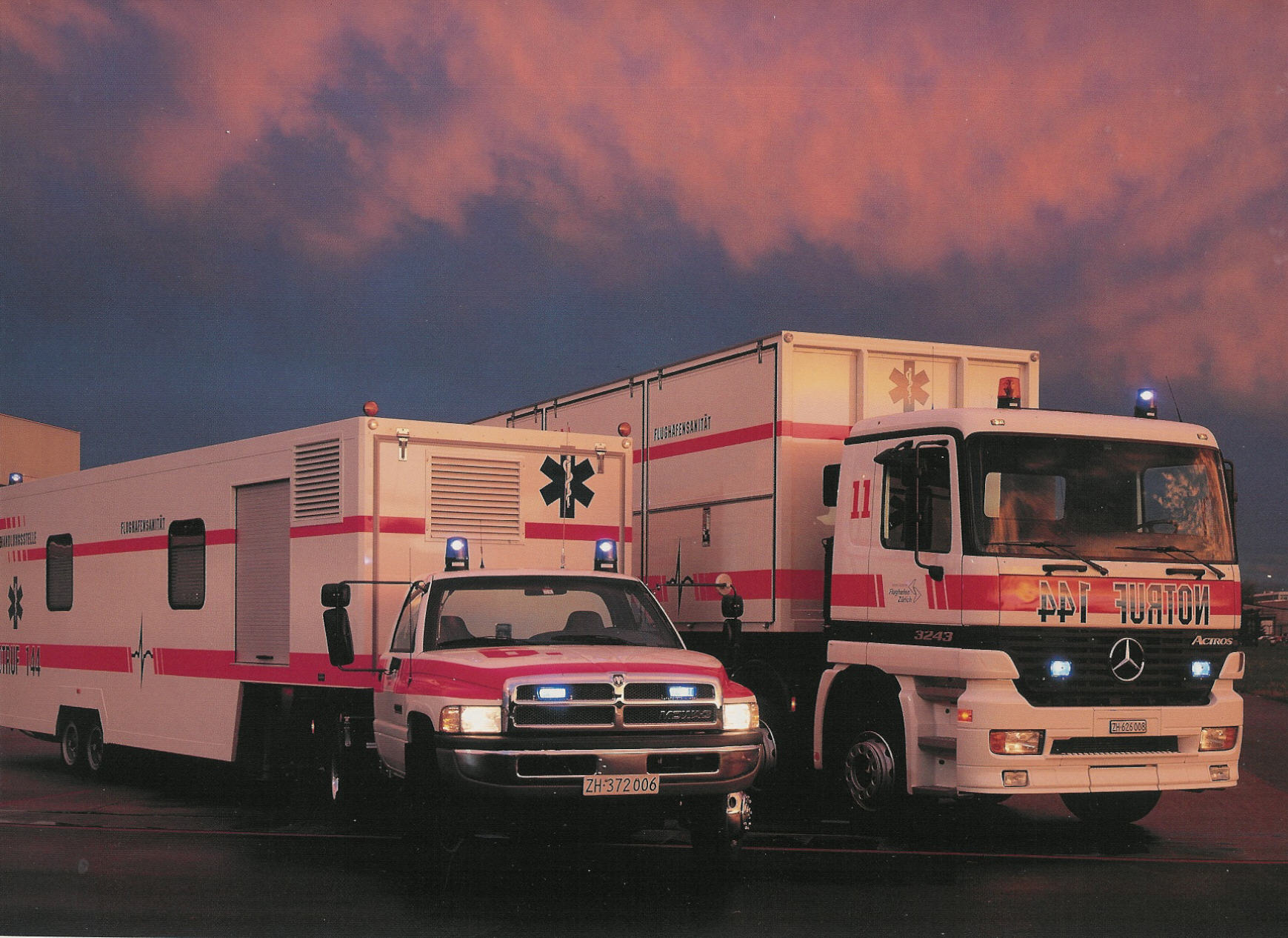
Rettungsdienstfahrzeuge für Großereignisse in der Schweiz, Bsp. Schutz und Rettung Zürich

### Großereignisse und Katastrophen
Auch hier ist dies weitgehend kantonal geregelt. Im Kanton Zürich beispielsweise ist der Rettungsdienst von Schutz und Rettung Zürich für die Bewältigung zuständig. Der zuständige Rettungsdienst übernimmt die rettungsdienstliche Führung des Ereignisses und koordiniert die Einsätze der lokal ansässigen Rettungsdienste. Um diese Aufgabe zu erfüllen, besitzen größere Rettungsdienste spezielles Einsatzmaterial (z. B. LKW mit Katastrophenmaterial, Kommandofahrzeuge, Behandlungsstellen etc.). Jeder Rettungsdienst im Kanton hat zusätzlich Material für größere Ereignisse stationiert (z. B. kleinere Anhänger). Auch die Feuerwehren unterhalten in einigen Kantonen Sanitätseinheiten, die bei Großereignissen zum Einsatz kommen.

## Rettungsdienst in Südtirol
In Südtirol ist das Rettungswesen staatlichen, öffentlich-rechtlichen und privaten Körperschaften anvertraut. Flächendeckend wird der Rettungsdienst über die Notrufnummer 112 angeboten und von der Landesnotrufzentrale bearbeitet, die bei Bedarf weitere Organisationen wie die Feuerwehr alarmiert. Neben den klassischen Rettungsdiensten in der Bodenrettung finden sich in Südtirol auch zahlreiche spezialisierte Rettungsdienste (z. B. Bergrettung). Außerdem sind in Südtirol wegen des schwer zugänglichen alpinen Geländes insgesamt vier Rettungshubschrauber (zwei davon nur saisonal) stationiert.
Nennenswert ist auch die ethnische Komponente in Südtirol, die in der jüngeren geschichtlichen Entwicklung des Landes dazu führte, dass sich im selben Territorium sprachlich getrennte Rettungsdienste mit gleicher Aufgabenstellung und Zielsetzung entwickelt haben. Während der im August 1965 gegründete „Landesrettungsverein Weißes Kreuz“ flächendeckend arbeitet, operiert das staatlich getragene „Italienische Rote Kreuz“ vorwiegend in jenen Orten mit einem hohen Anteil italienischsprachiger Bürger.

## Rettungsdienst in den USA und Kanada

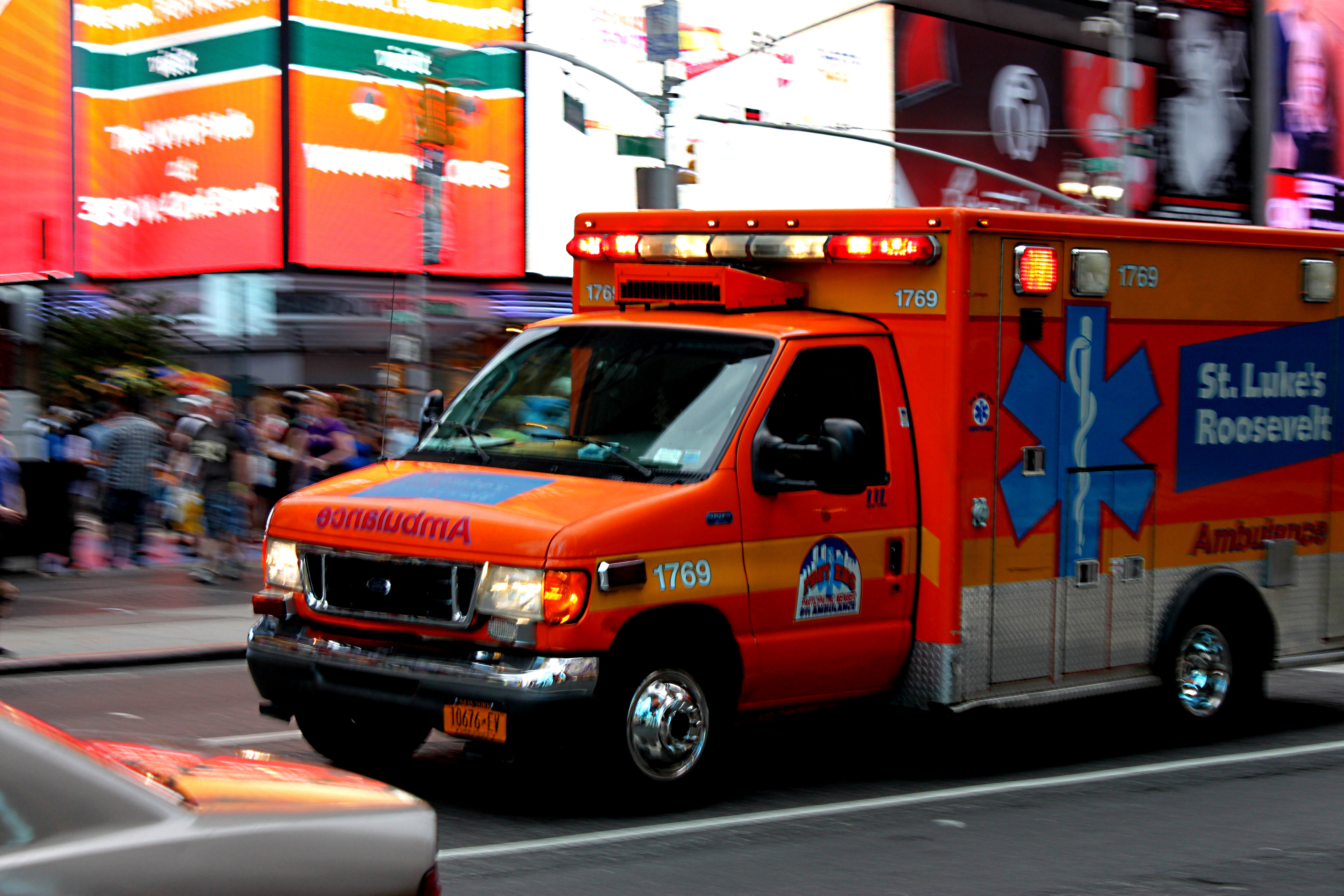
Rettungswagen in New York City im Einsatz

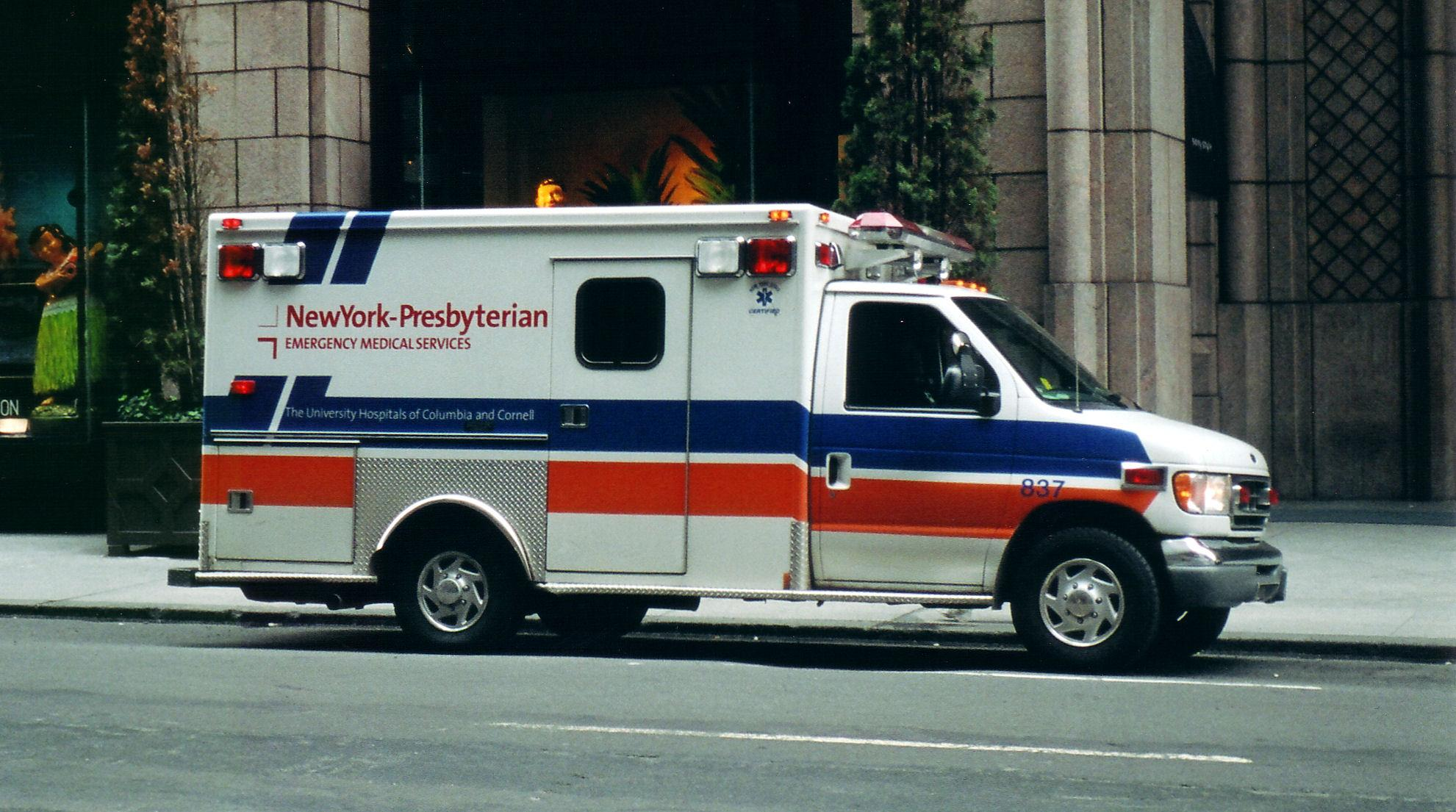
US-amerikanischer Rettungswagen

Der Rettungsdienst in den USA und Kanada unterscheidet sich grundlegend von dem „franko-germanischen Modell“, das beispielsweise in Deutschland, Österreich, Frankreich, Südtirol, aber auch teilweise in der Schweiz praktiziert wird.
Im Gegensatz zum Notarzt-System, bei dem sowohl Ärzte als auch nichtärztliches Personal präklinisch zusammenarbeiten, liegt in den angloamerikanischen Ländern die Notfallversorgung rein in den Händen von Sanitätern, den sogenannten Paramedics, die meistens eine umfangreiche Ausbildung absolvieren und viele Tätigkeiten durchführen, die beispielsweise in Deutschland und Österreich nur Ärzten vorbehalten sind (Thoraxdrainagen, Rapid Sequence Induction etc.). Das Prinzip des möglichst schnellen Transports in ein Krankenhaus mit erst dort stattfindender ärztlicher Versorgung wird auch load and go genannt. Die Paramedics können sich zum Critical Care Paramedic und zum Certified Flight Paramedic weiterbilden, die auf Rettungshubschraubern und Intensivtransporten (critical care transfers) eingesetzt werden. In den USA sind auch die Rettungshelikopter ohne Ärzte mit Paramedics und Flight Nurses besetzt.
Das Seattle & King County Emergency Medical Services System (Medic One) gilt als Vorreiter und Vorbild.

## Filme
- Notarztwagen 7
- Kammerflimmern
- Bringing Out the Dead – Nächte der Erinnerung
- Komm, süßer Tod
- Notruf California (US-Serie)
- Die Rettungsflieger
- Medicopter 117 – Jedes Leben zählt